# البلدة القديمة (الخليل)
البلدة القديمة في الخليل هي الجزء التاريخي القديم لمدينة الخليل جنوب الضفة الغربية في فلسطين. يعود إنشاء معظم مبانيها إلى فترة الحكم المملوكي، ابتداءً من القرن الحادي عشر. تقع البلدة القديمة شرق مركز الخليل، ضمن ما يُطلق عليه منطقة H2، وتشكّل جزءًا صغيرًا من مساحة المدينة. وهي عبارة عن عدد كبير من الطرق والمباني الأثريّة، بالإضافة إلى المعالم المعماريّة والدينيّة الهامة للديانات الإبراهيميّة الثلاث، أهمها المسجد الإبراهيمي.
يسكن البلدة اليوم حوالي 40,000 مواطن فلسطيني، بالإضافة إلى حوالي 1,000 مستوطن إسرائيلي، حيث تسيطر إسرائيل على البلدة عسكريًا منذ احتلالها في حرب 1967، والتي أقامت عددًا من نقاط الاستيطان في البلدة وضواحيها، حيث تنتهج نظامًا يستند بصورة صريحة إلى مبدأ الفصل العنصري بين المستوطنين الإسرائيليين وبين الغالبية الفلسطينية. كما تُعتبر البلدة القديمة بالخليل، البلدة الفلسطينية الوحيدة في الضفة الغربية التي اُقيمت في قلبها مستوطنة، لأجل حرية حركة المستوطنين.
لقد أدرجت منظمة الأمم المتحدة للتربية والعلم والثقافة (اليونسكو) في 7 تموز/ يوليو 2017، البلدة القديمة على قائمة التراث العالمي المُهدد بالخطر بوصفها منطقة تُعرف بقيمتها العالمية، ولعمارتها الفريدة.

## تاريخ
يعتقد الكثير من أتباع الديانات السماوية، أن إبراهيم عاش في الخليل عام 1800 ق.م، وقد اشترى المغارة التي بني عليها المسجد الإبراهيمي، حيث دفن هناك وزوجته سارة، وابنهما إسحاق وحفيدهما يعقوب. وعلى مر تاريخ البلدة القديمة، كانت هنالك أغلبية مسلمة، إلى جانب أقليات من اليهود.
من جهة أخرى، تعود كل الحارات القديمة بالبلدة التي ما زالت قائمة في شكلها النهائي إلى فترة الحكم المملوكي (1250 - 1517)، وبالتالي من الممكن الاعتقاد بأن شكل الخليل القديمة، كما هي عليه الآن، قد تشكل في هذه الفترة، في حين كان نصيب الفترة العثمانية، مجرد تعبئة الفراغات التي تركتها الفترة المملوكية وتكثيف استعمال المساحات وزيادة طوابق المباني القديمة وتوسع ضئيل في مساحة الحارات.

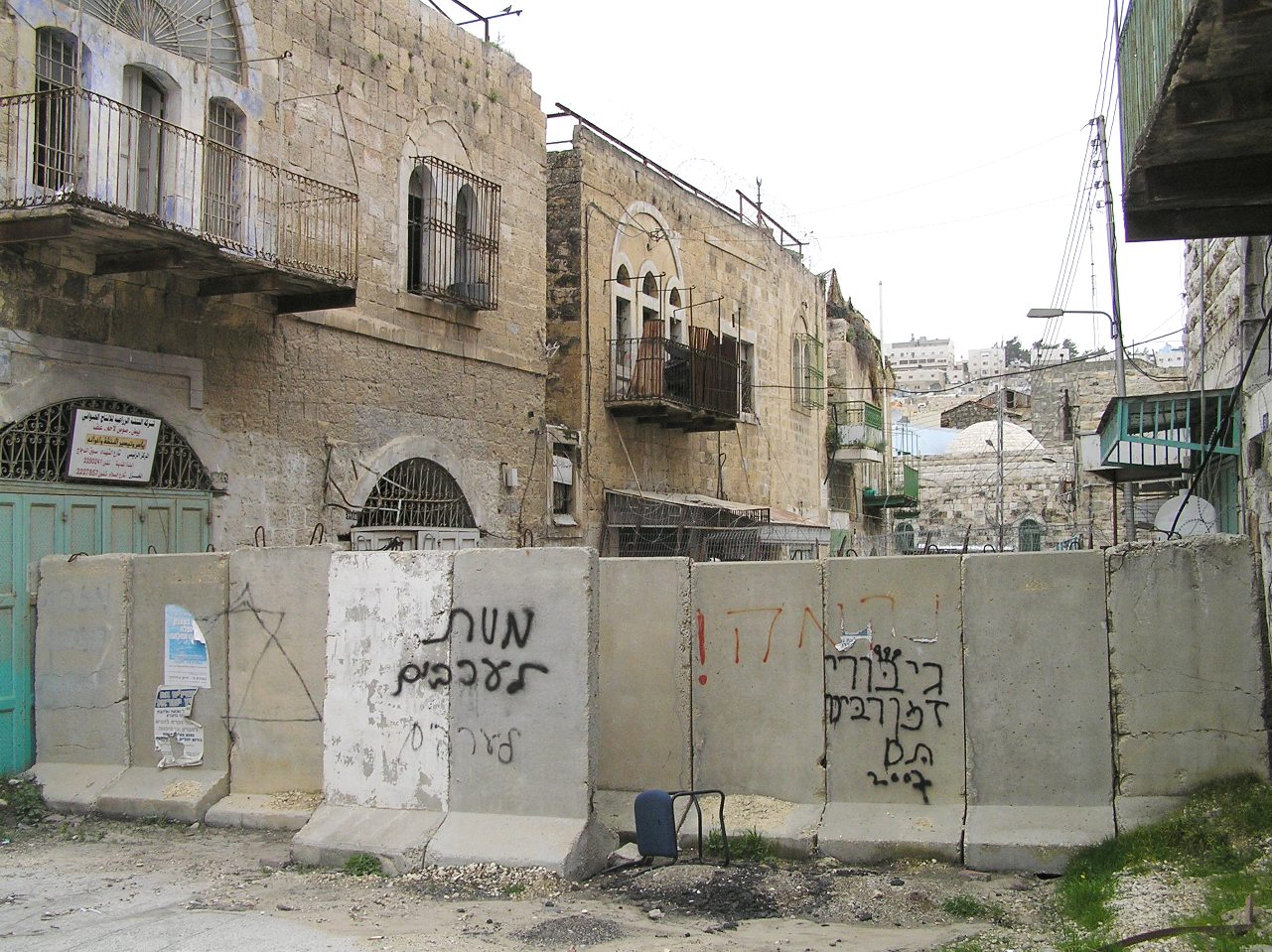
الفصل العنصري بالبلدة بعد الاحتلال.

رزحت الخليل، بما فيها بلدتها القديمة، تحت الاحتلال الإسرائيلي بعد حرب 1967. ومنذ ذلك التاريخ شرع المستوطنون اليهود بالاستيطان في محيط المدينة ثم في داخلها، ويوجد داخل المدينة حاليًا خمسة مواقع استيطانية؛ وهي مستوطنة تل الرميده، والدبويا، ومدرسة أسامة بن المنقذ وسوق الخضار والاستراحة السياحية قرب المسجد الإبراهيمي، بالإضافة إلى التجمع الاستيطاني اليهودي على حدود المدينة الشرقية (كريات أربعة وخارسينا).
أصبحت البلدة القديمة مركزًا لمدينة الخليل، التي غدت مع قدوم السلطة الوطنية الفلسطينية عام 1995 مركزاً لمحافظة الخليل. في عام 1994، عندما كان سير عملية اتفاق أوسلو في أوجه، قام المستوطن باروخ غولدشتاين بإطلاق النار على الفلسطينيين الذين كانوا يصلون في المسجد الإبراهيمي وقتل 29 منهم وأصاب عددًا أكبر بكثير. في شباط/ فبراير 1997، تم توقيع اتفاق الخليل لإعادة الانتشار الجزئي للجيش الإسرائيلي في الخليل، وتم تقسيم المدينة إلى قسمين؛ منطقة H1، والتي تم تسليم السيطرة عليها للسلطة الفلسطينية، ومنطقة H2 - التي بقيت تحت سيطرة الجيش الإسرائيلي، والتي تقع ضمنها البلدة القديمة.

## صور

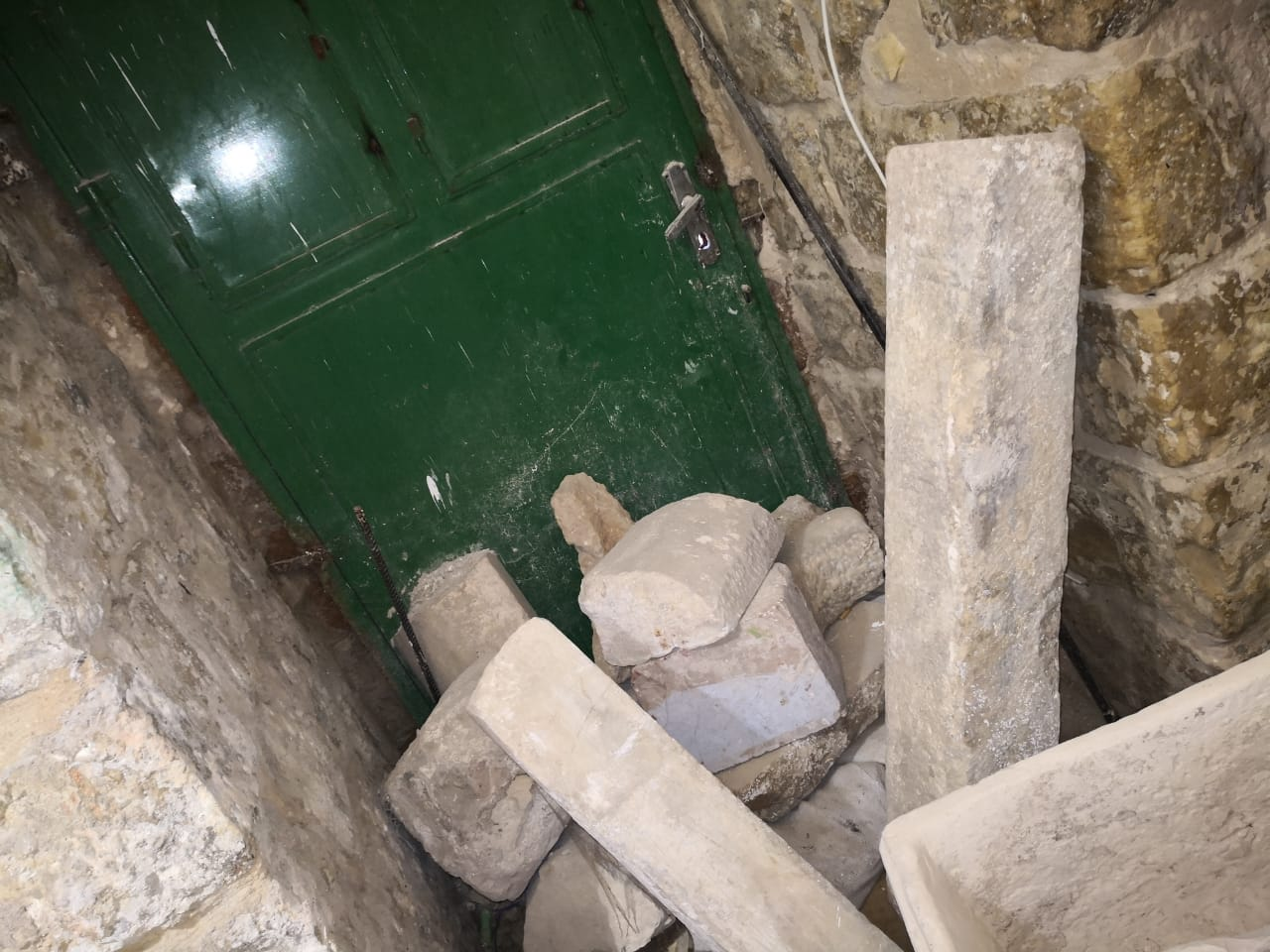
بعض الخرب في البلدة القديمة في الخليل

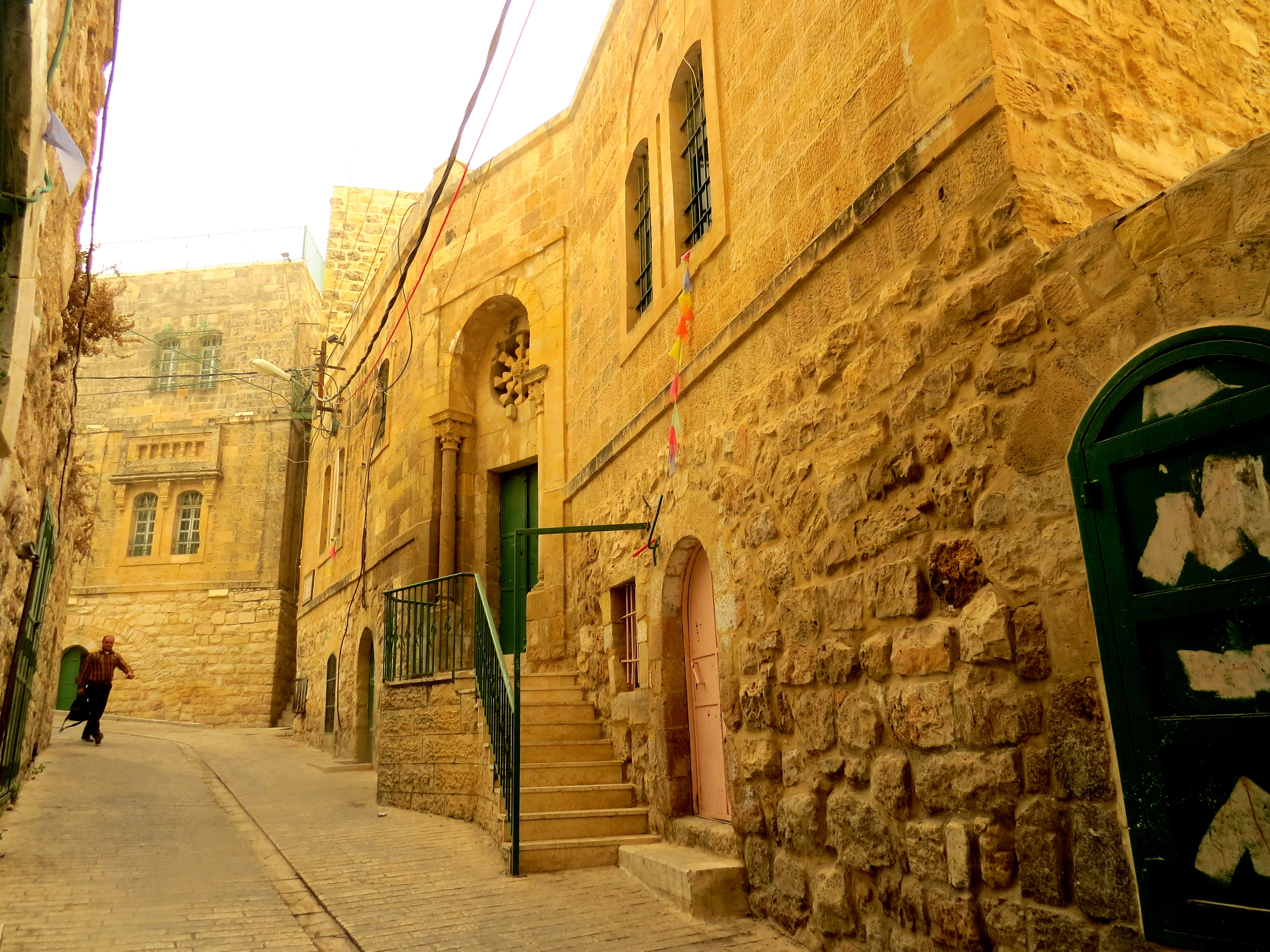
مباني البلدة المملوكية
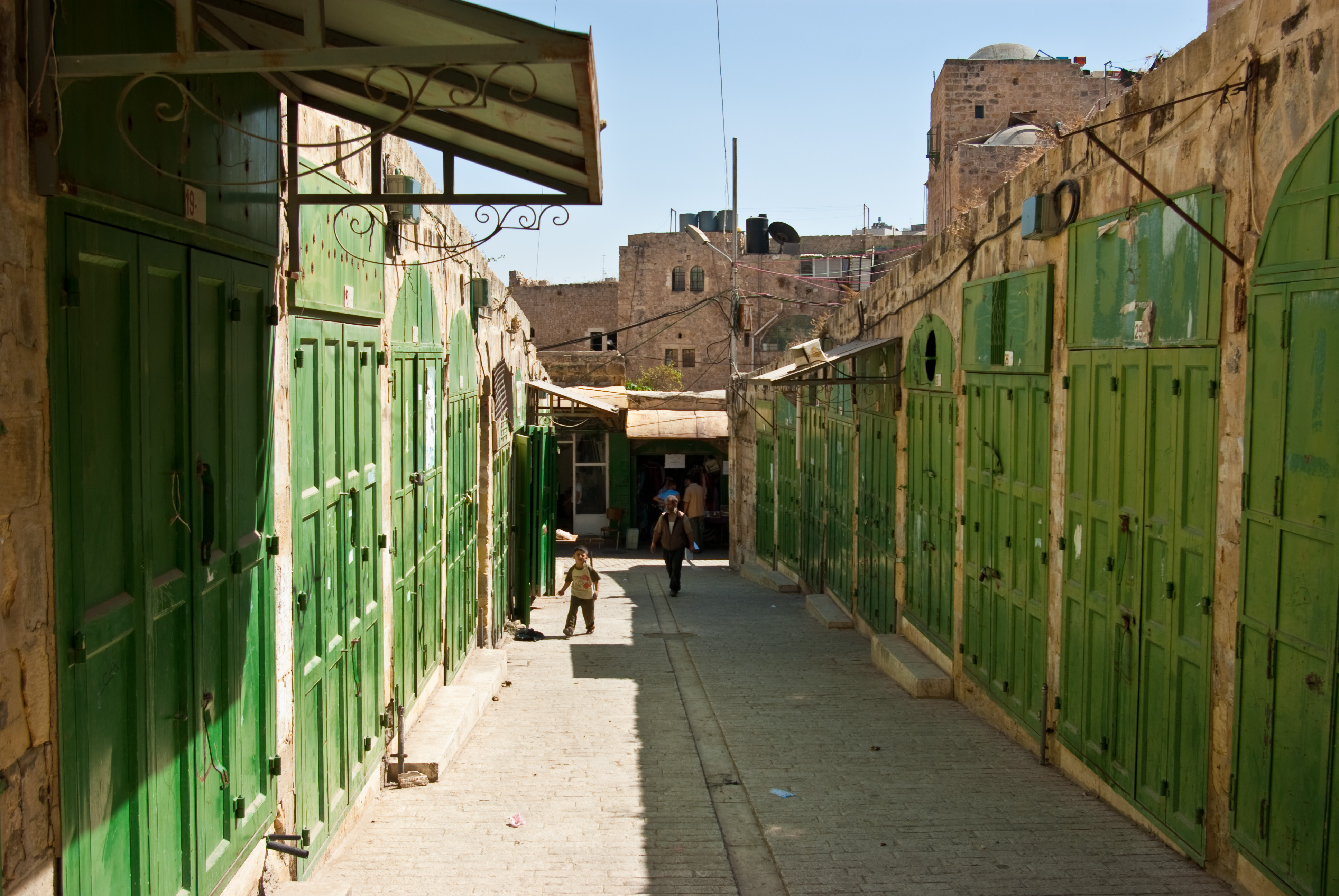
أسواق البلدة القديمة
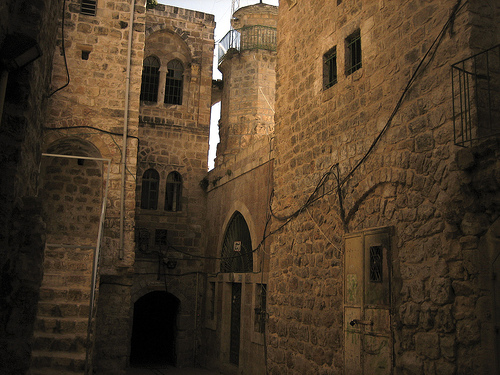
مسجد إبن عثمان
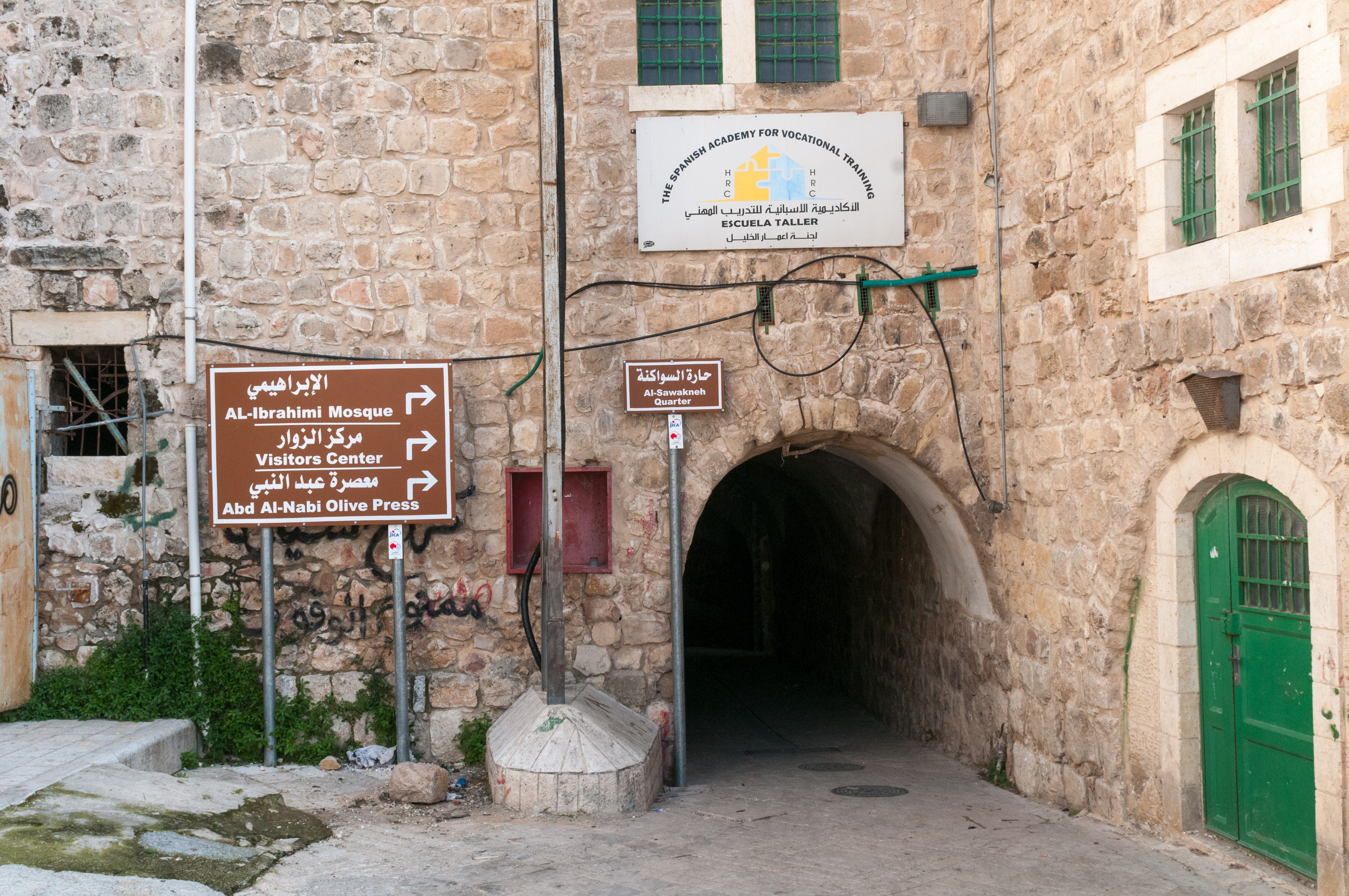
طرق البلدة وأقواسها
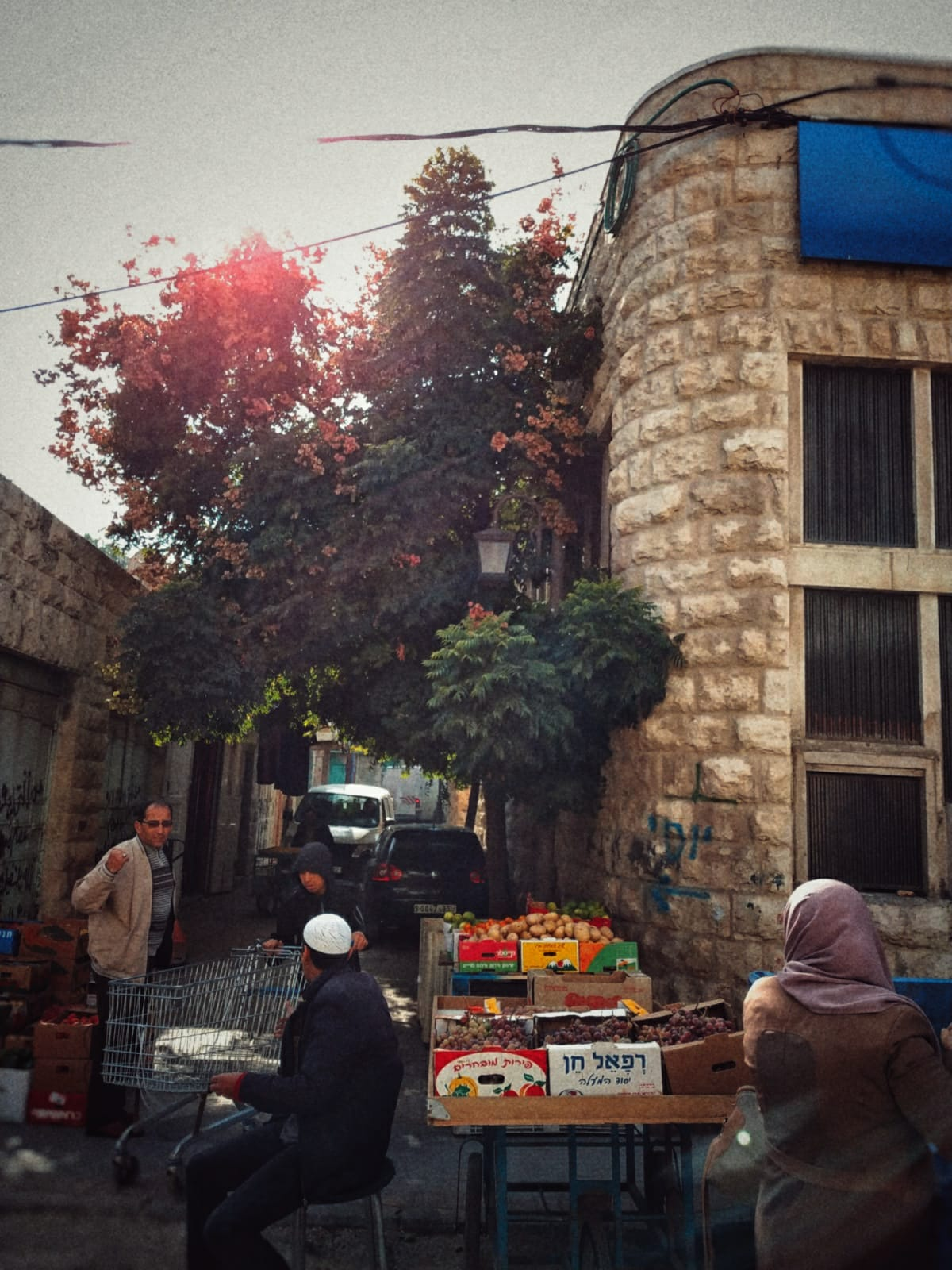
أسواق البلدة القديمة
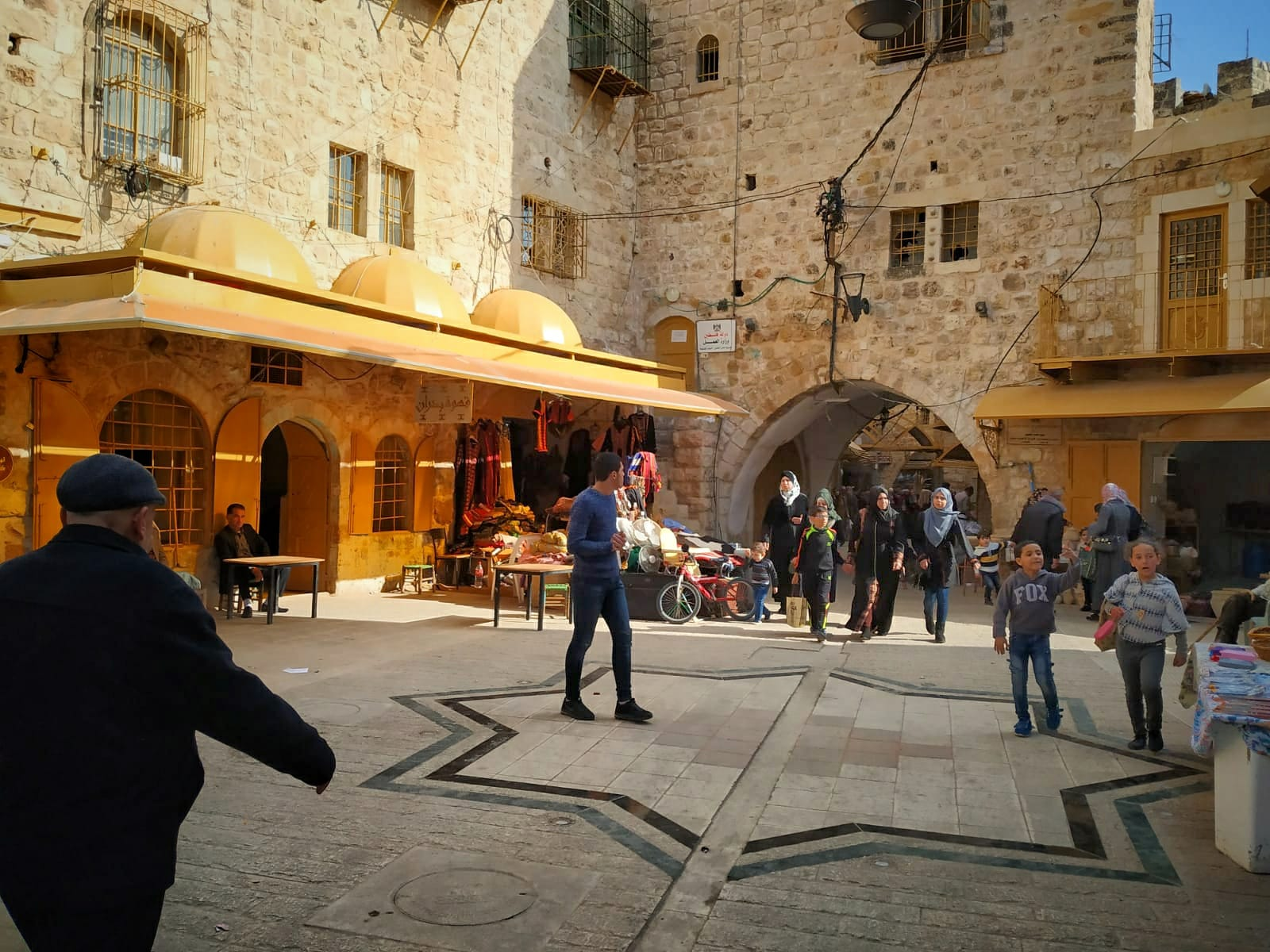
أسواق البلدة القديمة
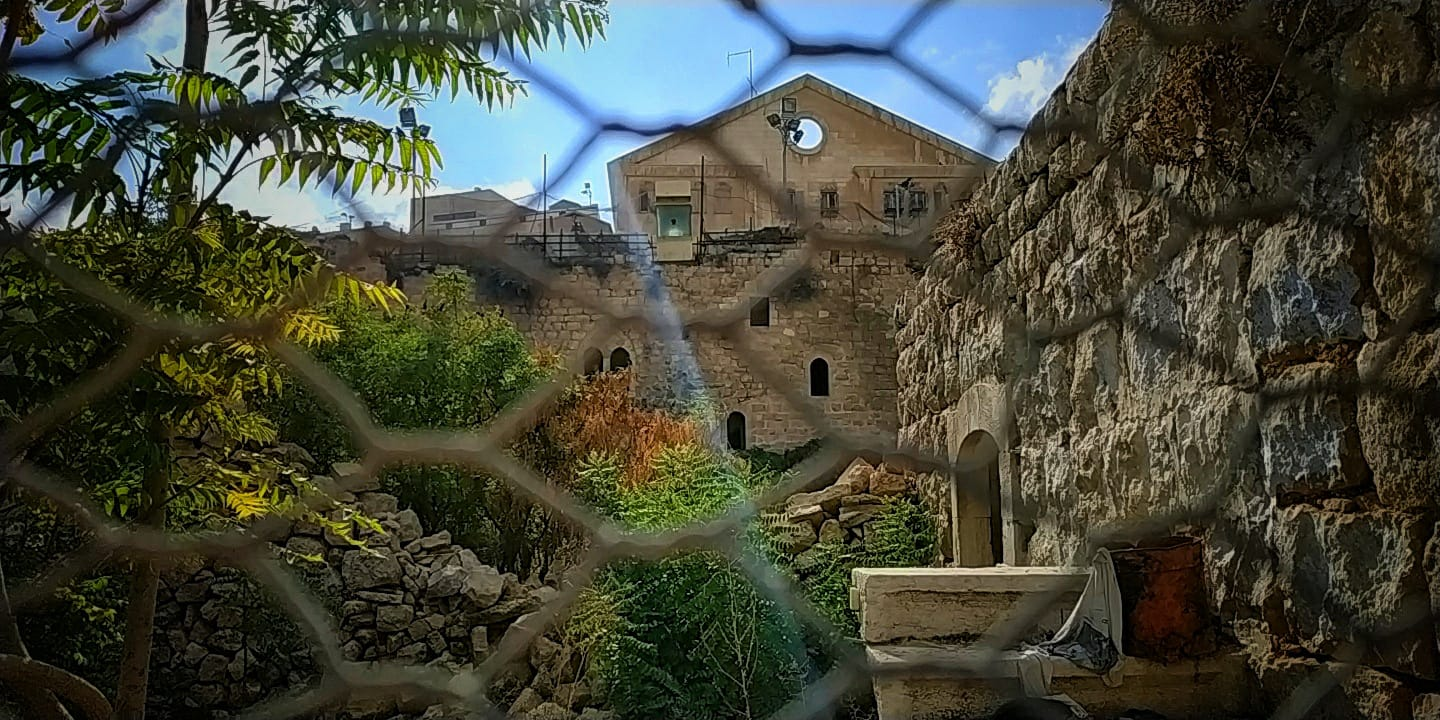
المباني القديمة في البلدة القديمة
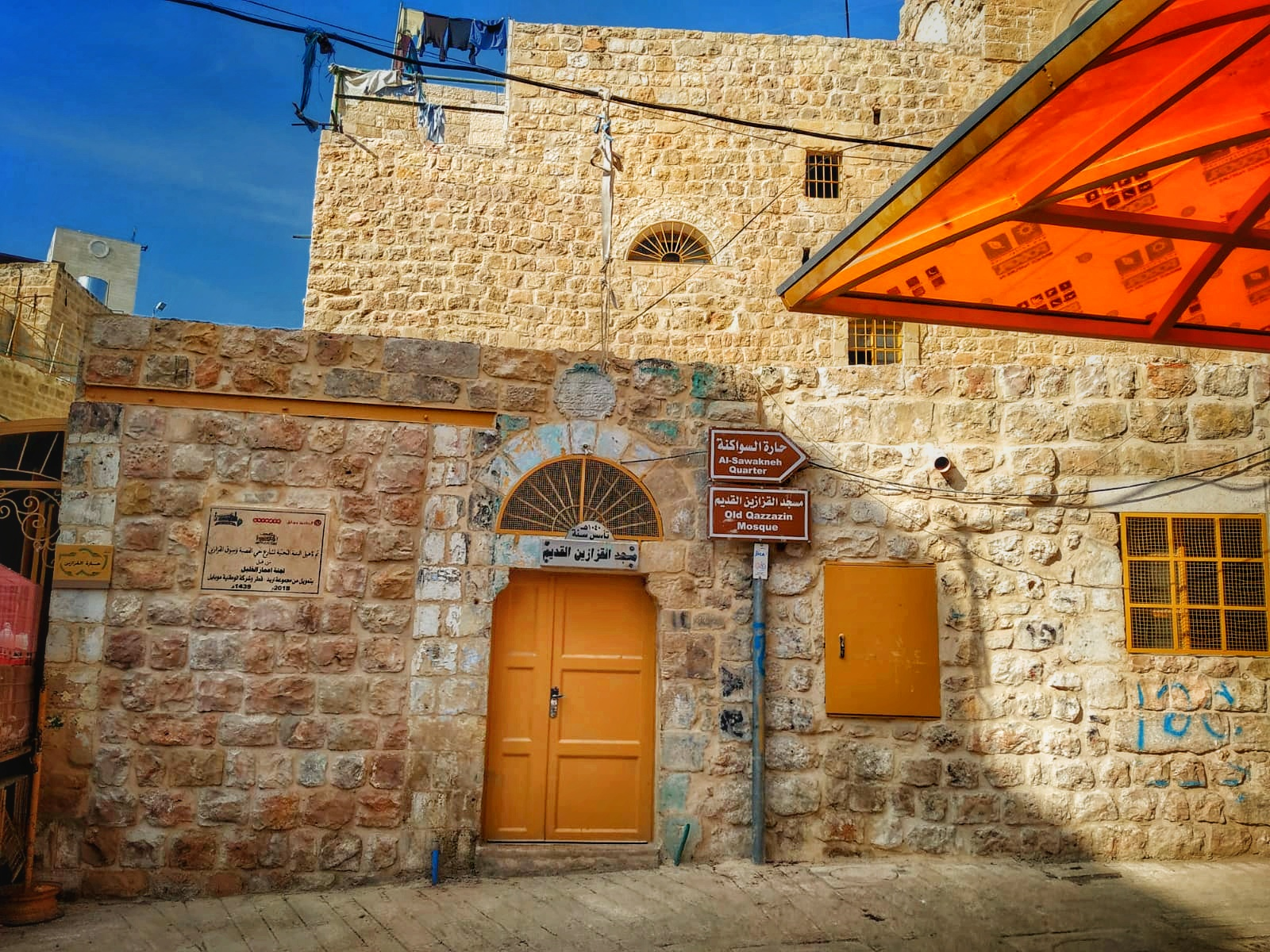
مسجد القزازين، الخليل
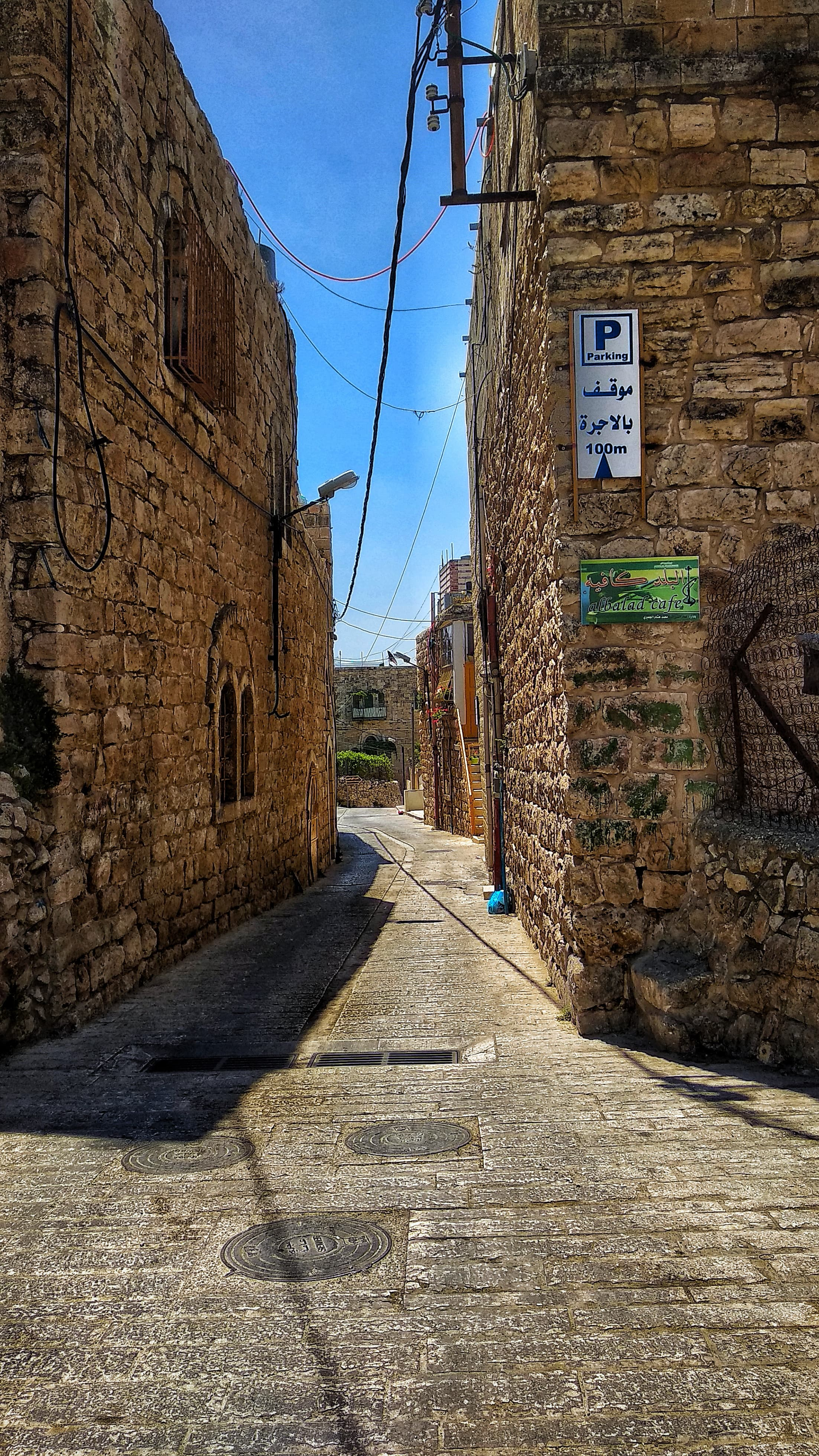
أزقة البلدة القديمة
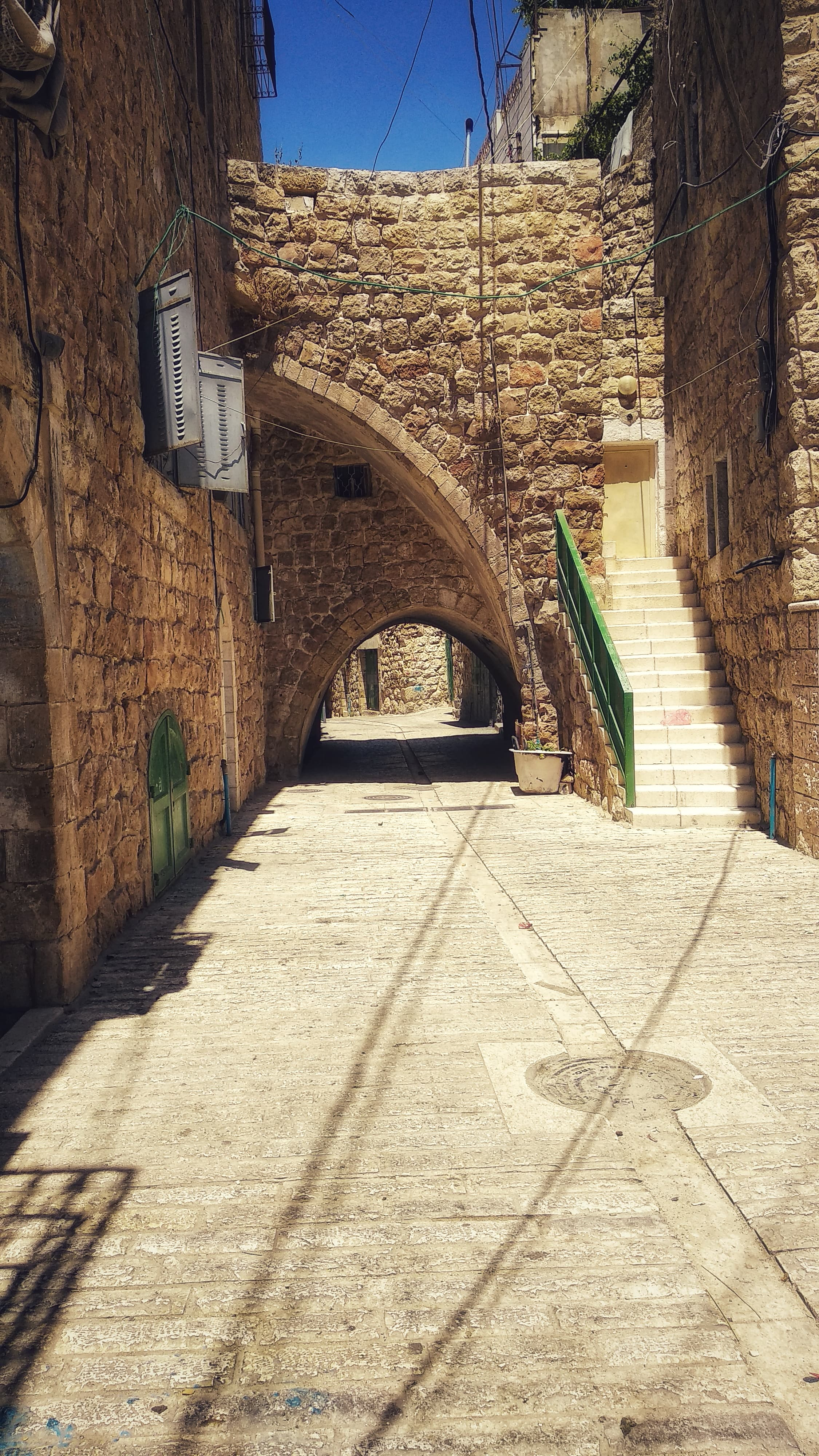
أزقة وأقواس البلدة القديمة
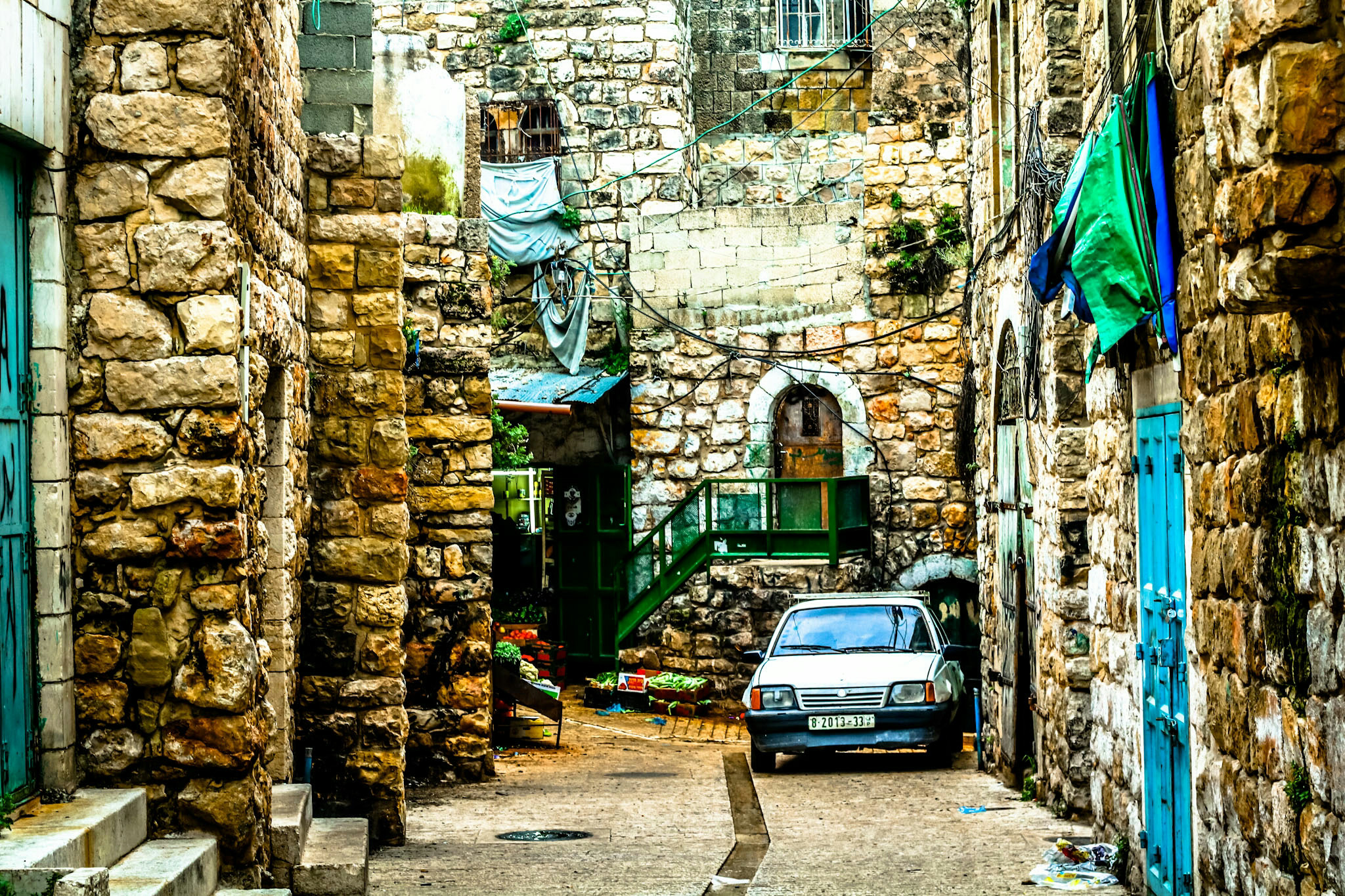
المباني القديمة في البلدة القديمة
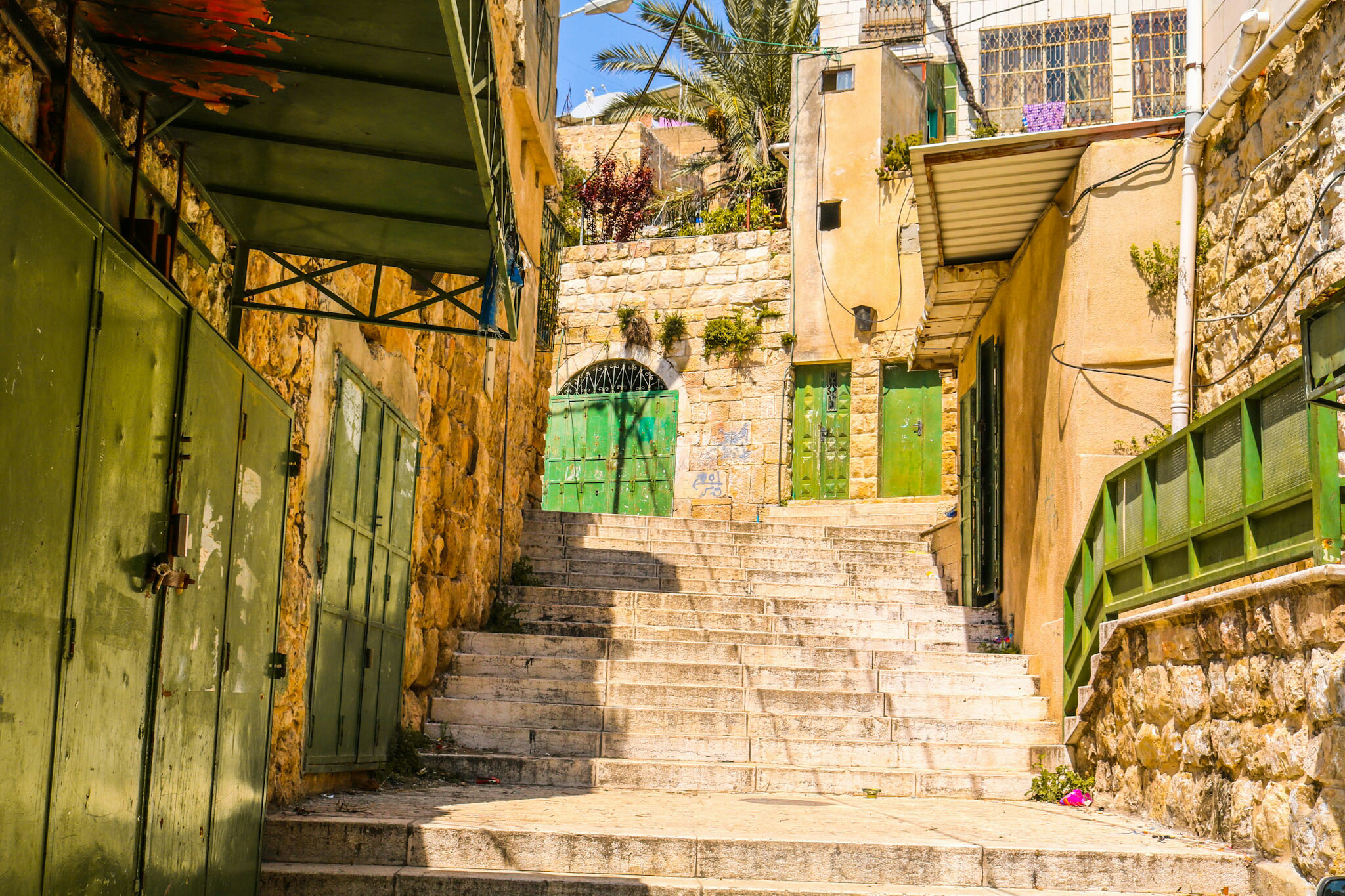
أزقة البلدة القديمة
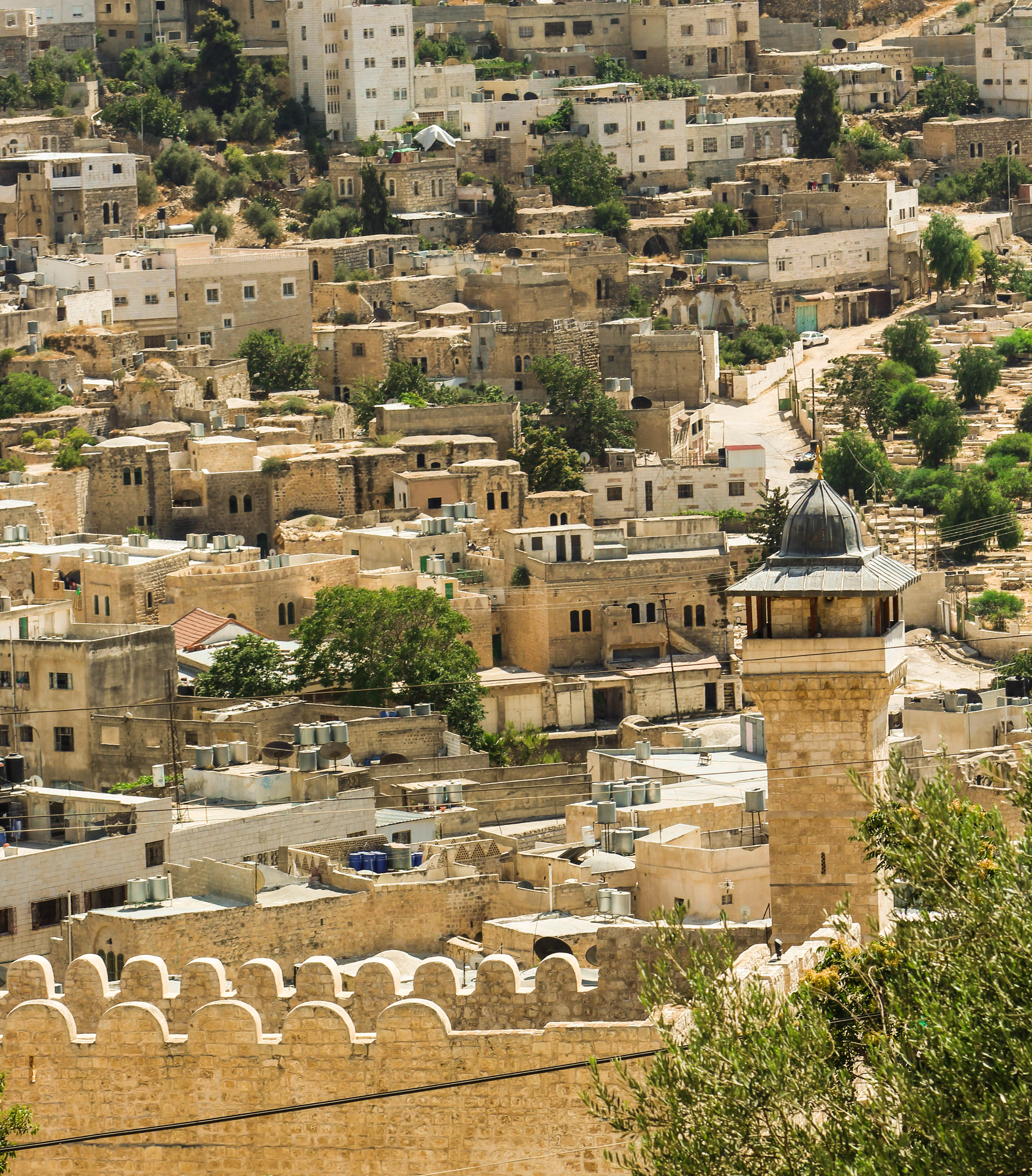
المسجد الإبراهيمي
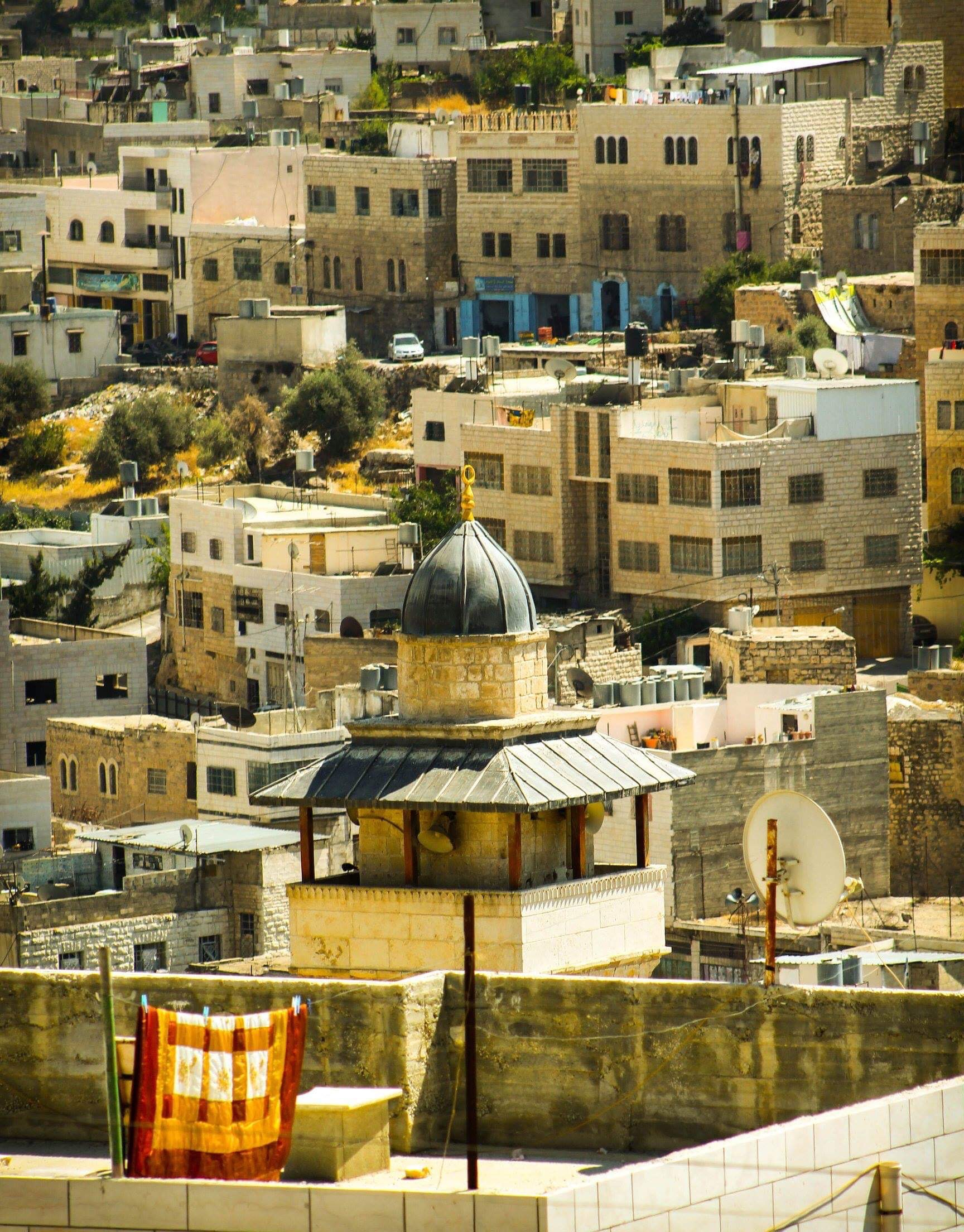
مأذنة المسجد الإبراهيمي
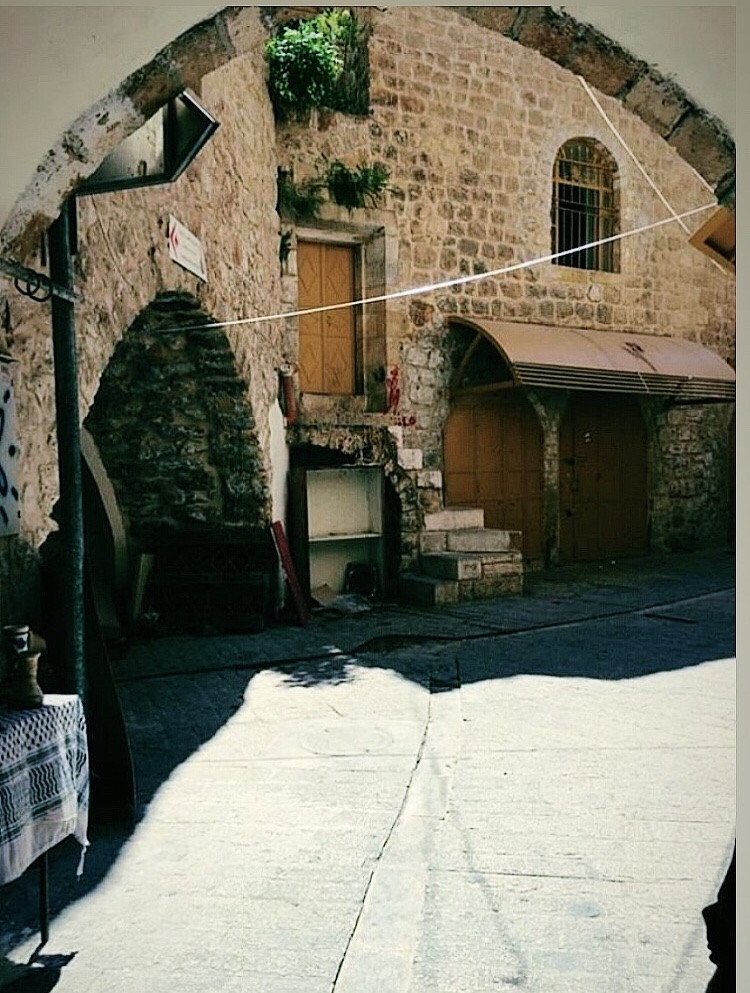
أزقة البلدة القديمة
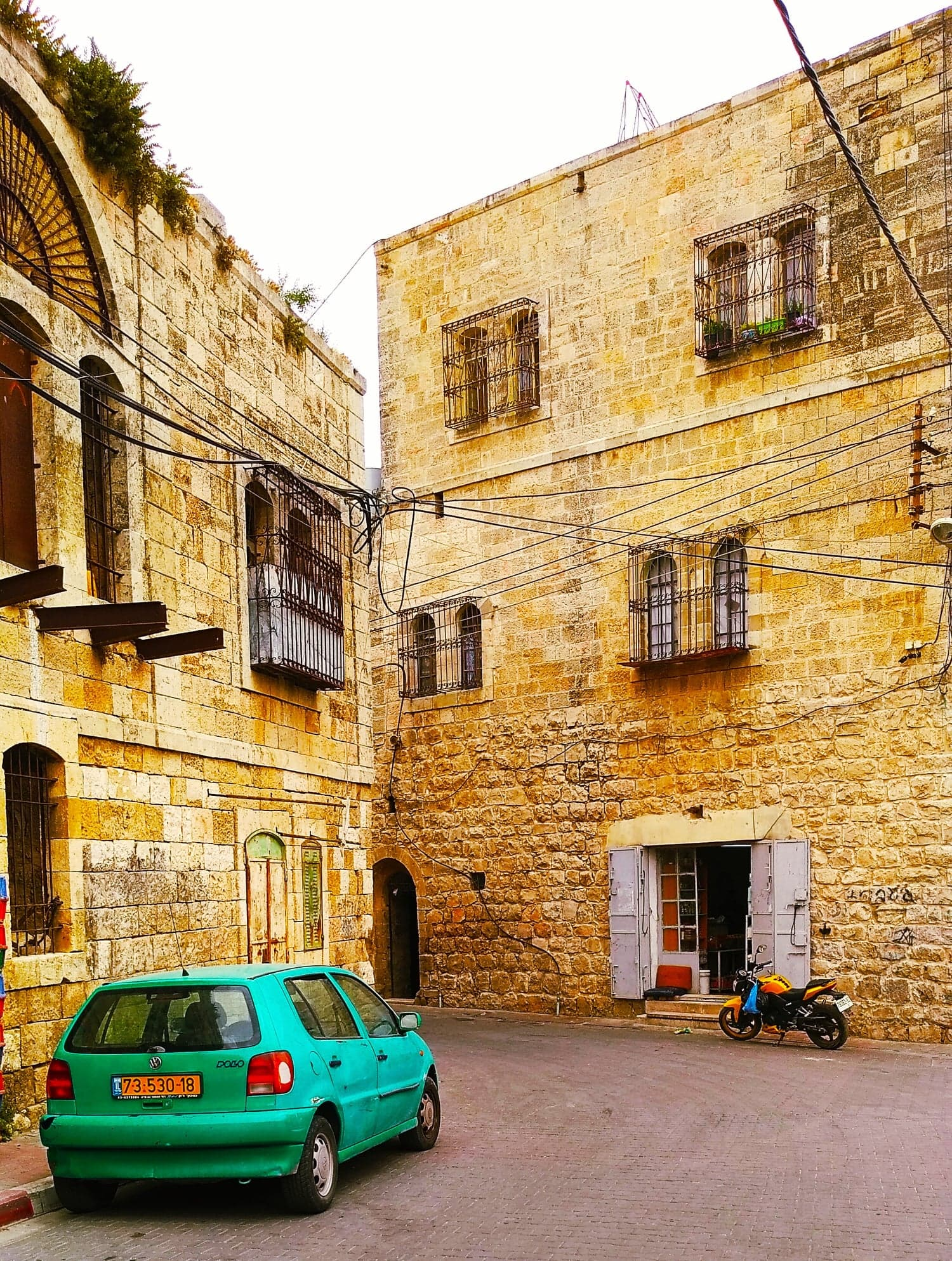
من زقاق البلدة القديمة في الخليل
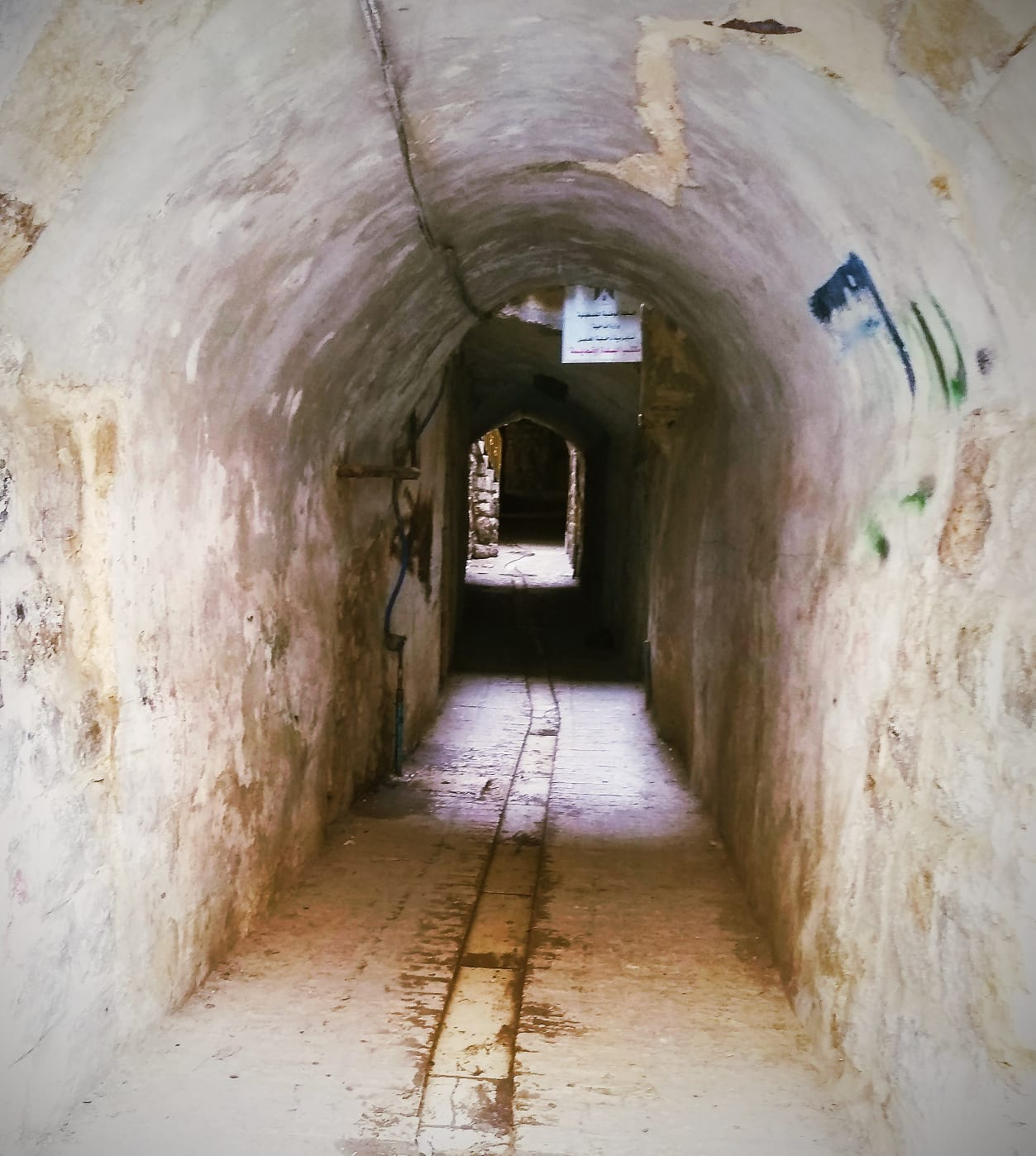
من زقاق البلدة القديمة في مدينة الخليل
من البلدة القديمة في مدينة خليل الرحمن
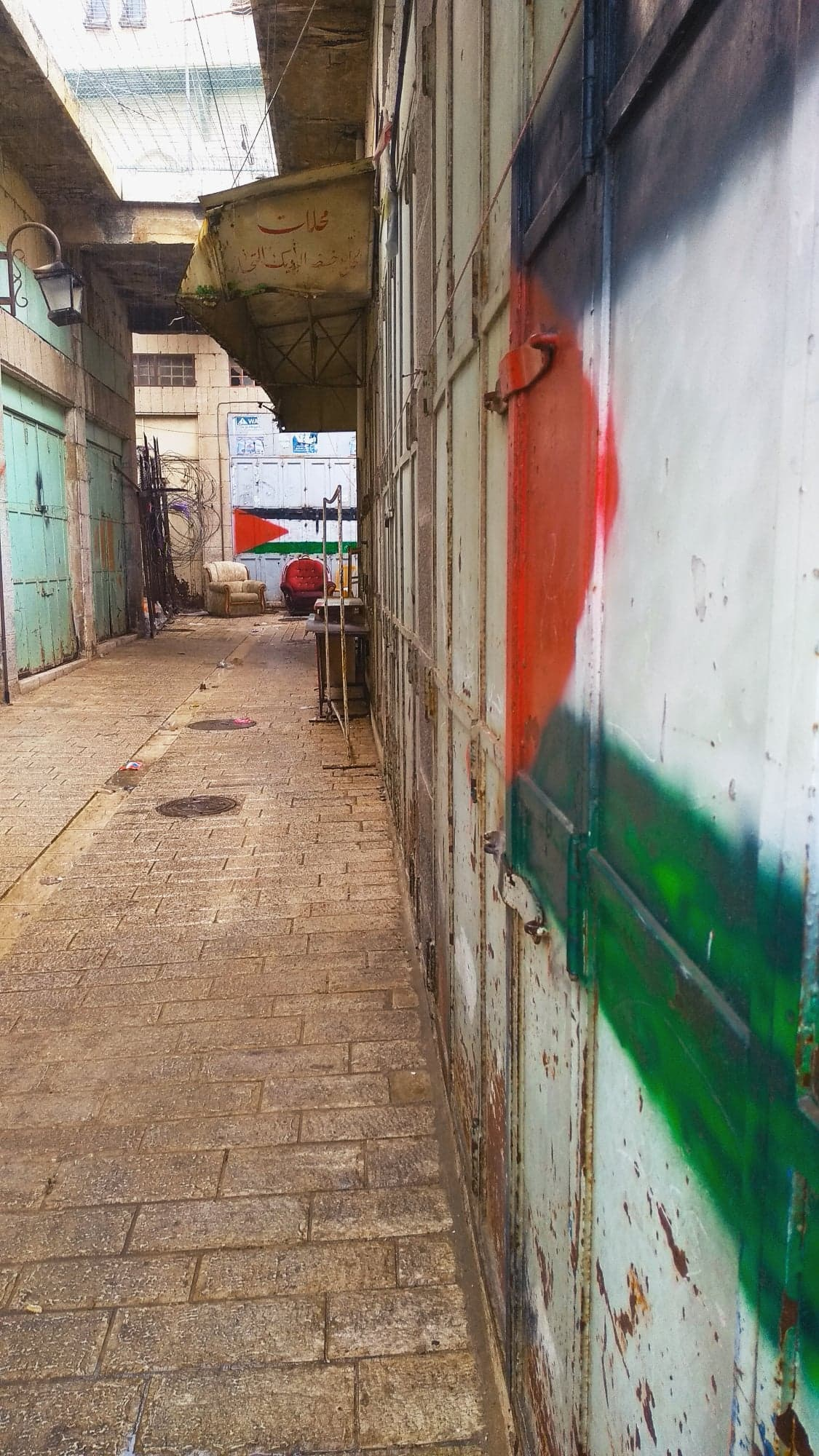
من زقاق البلدة القديمة في مدينة خليل الرحمن
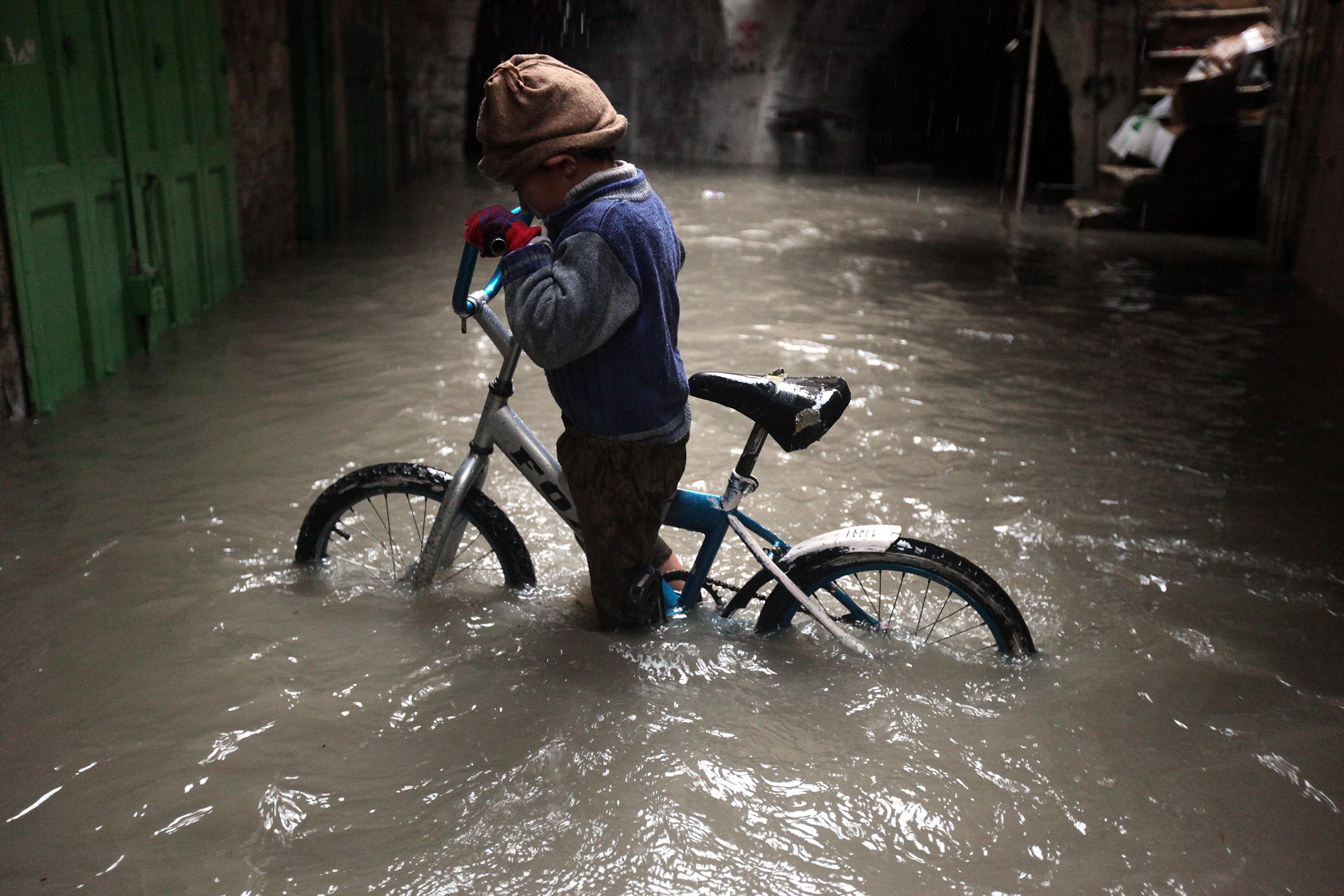
الشتاء في البلدة القديمة
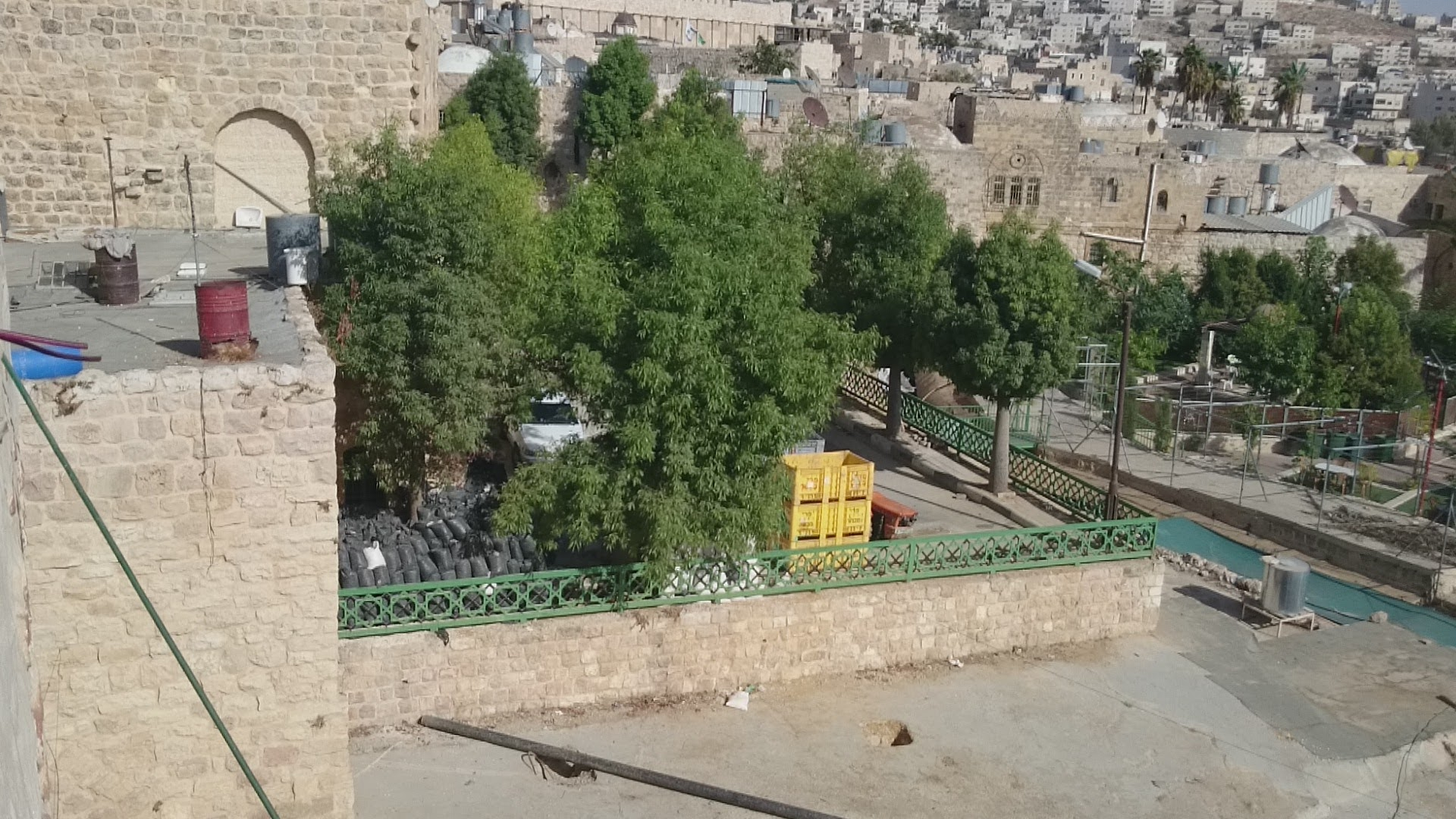
منظر لمدينة الخليل القديمة
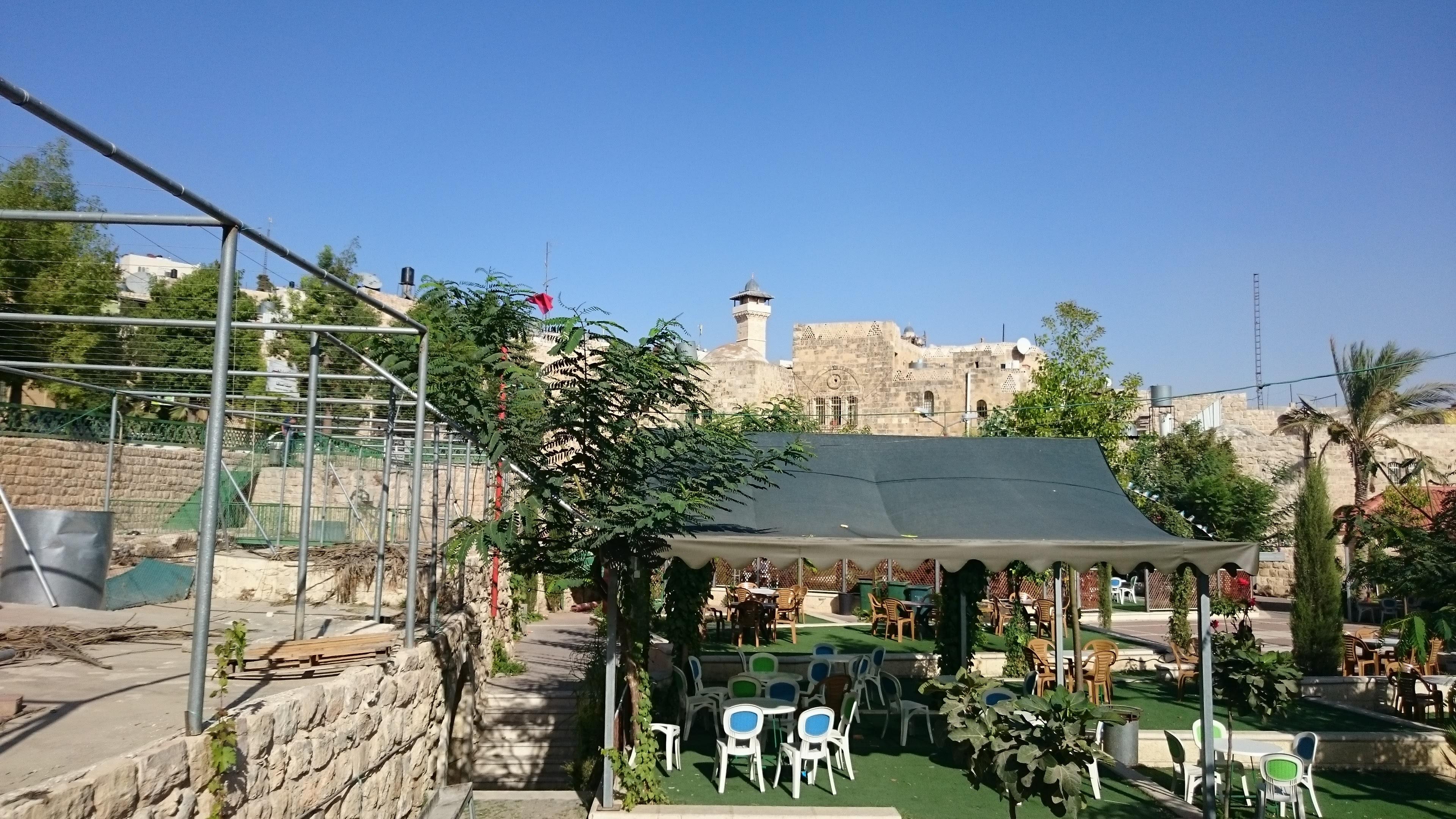
صورة من حدائق الخليل التاريخية يتربع الحرم خلفها
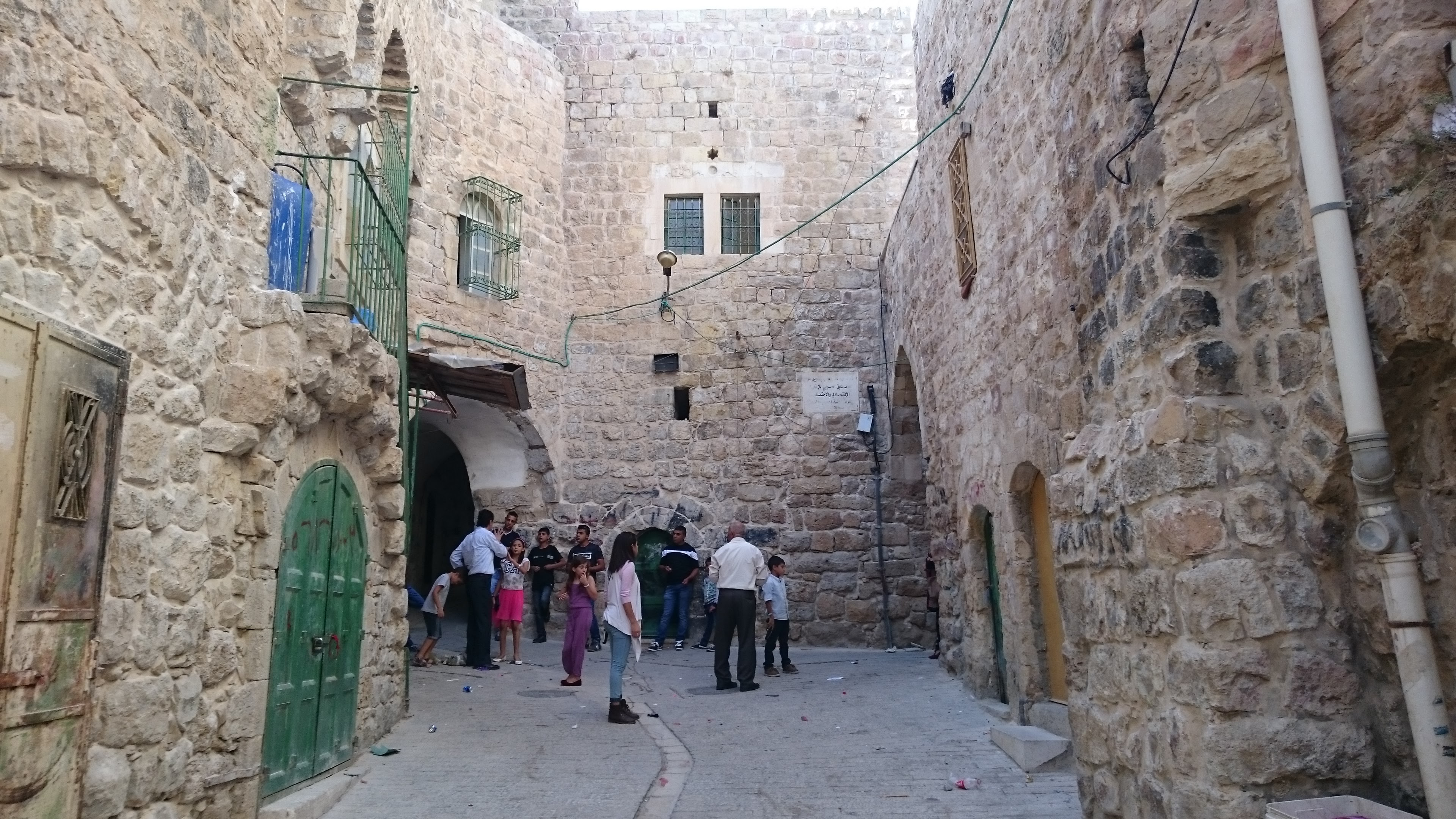
أزقة وأحياء البلدة القديمة في الخليل التاريخية
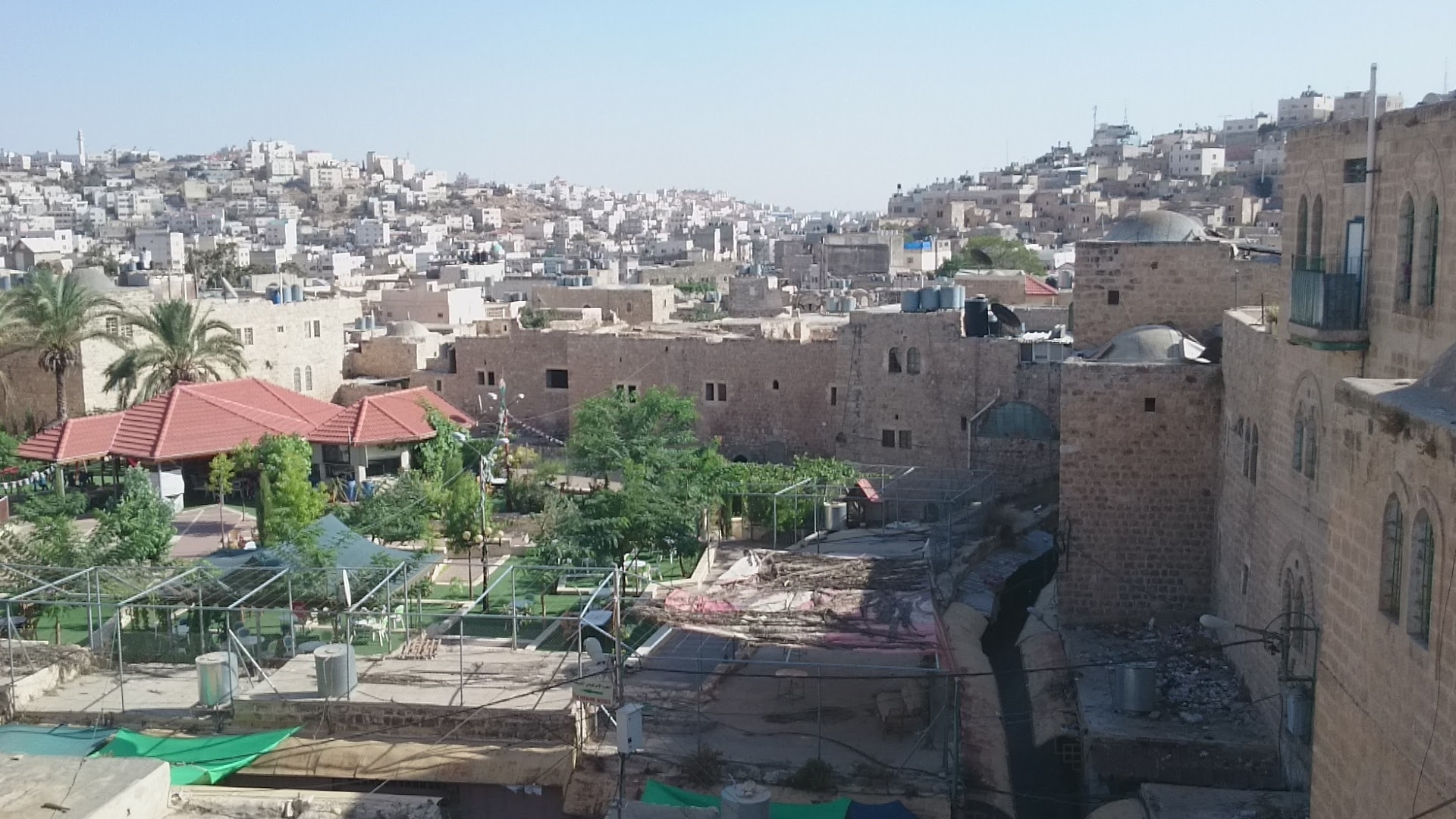
مشهد لمدينة الخليل القديمة و حارة ابو سنينة في الأفق
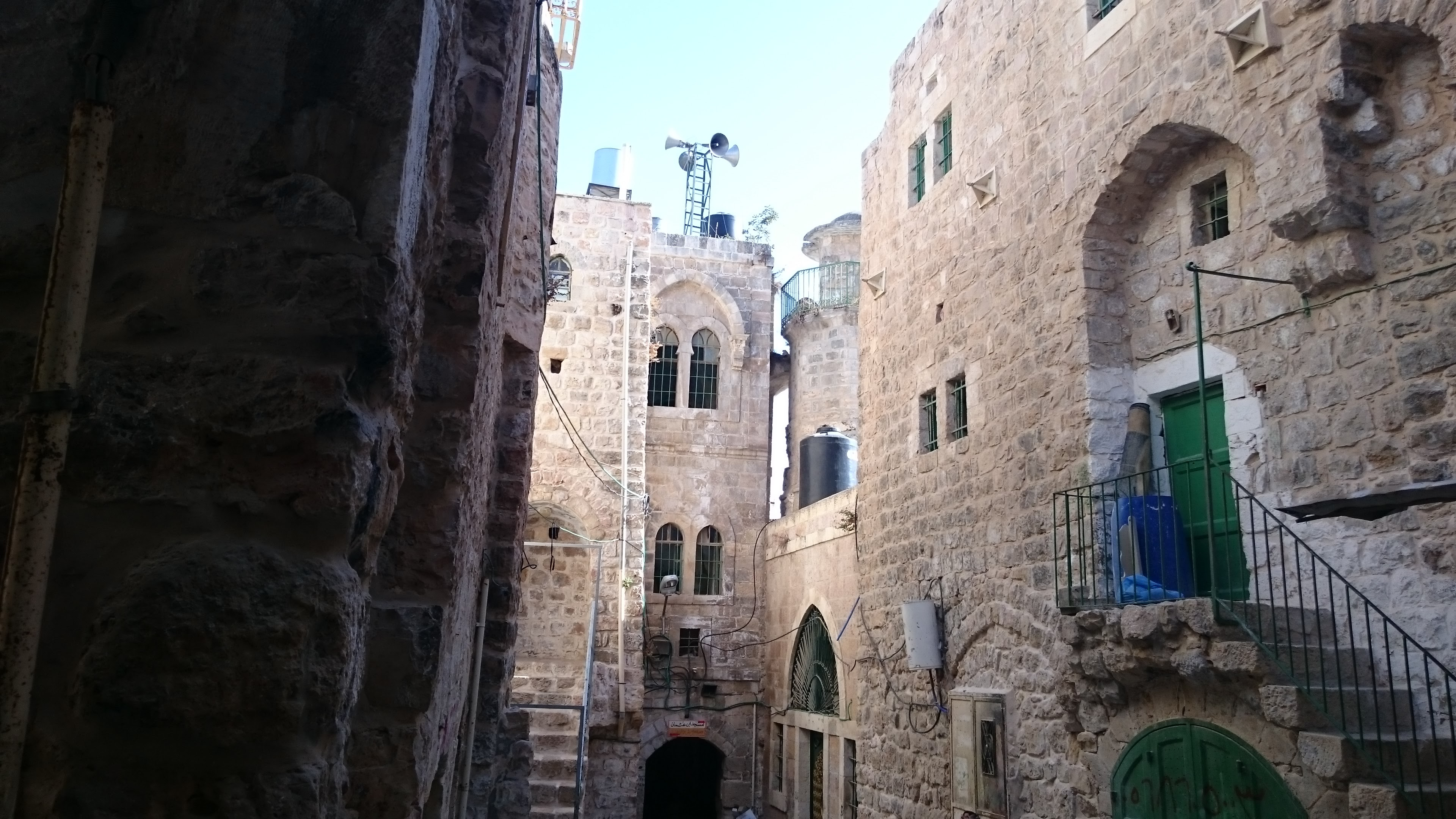
الزقاق المؤدي لسوق حارة العقابة
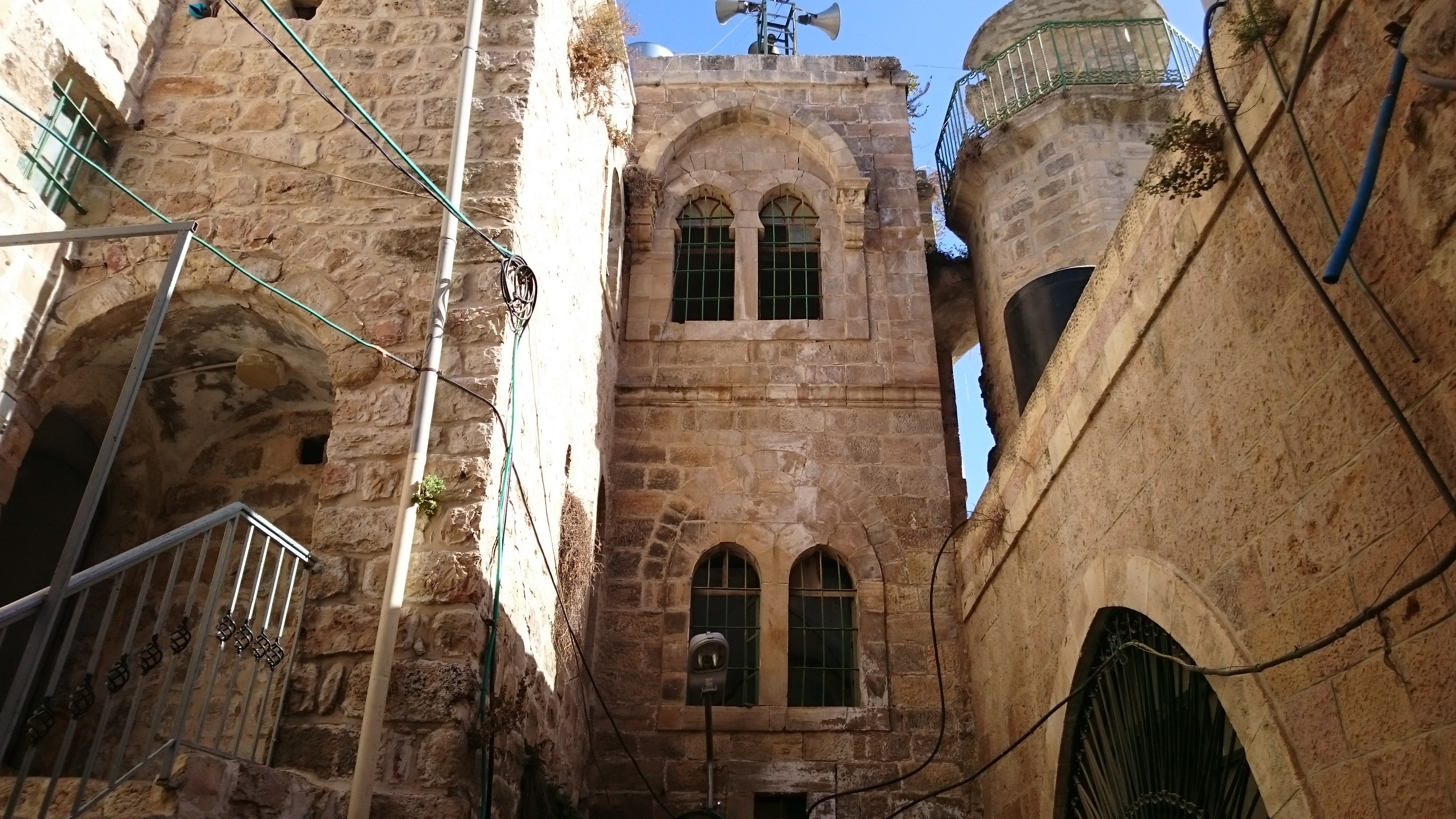

## صور لأسواق البلدة القديمة في الخليل

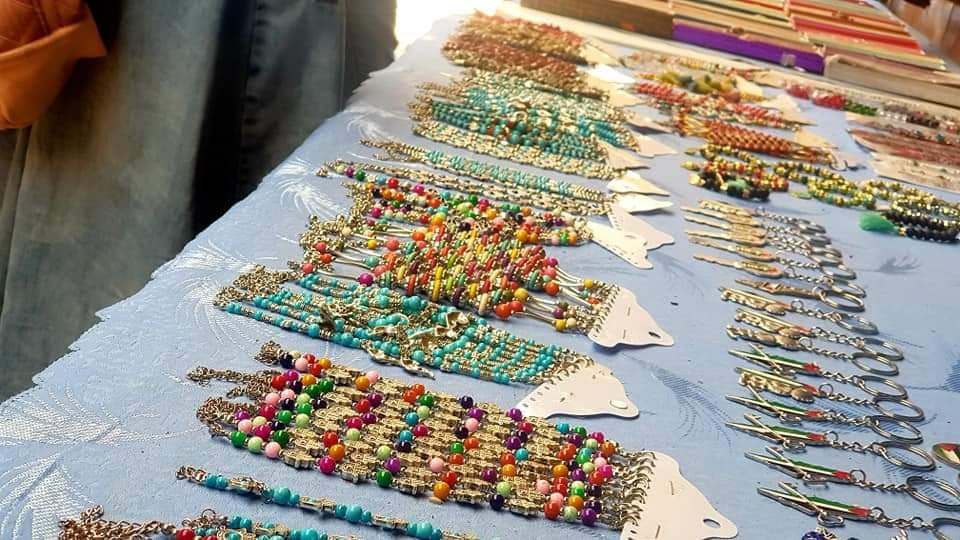
إكسسوارات البلدة القديمة
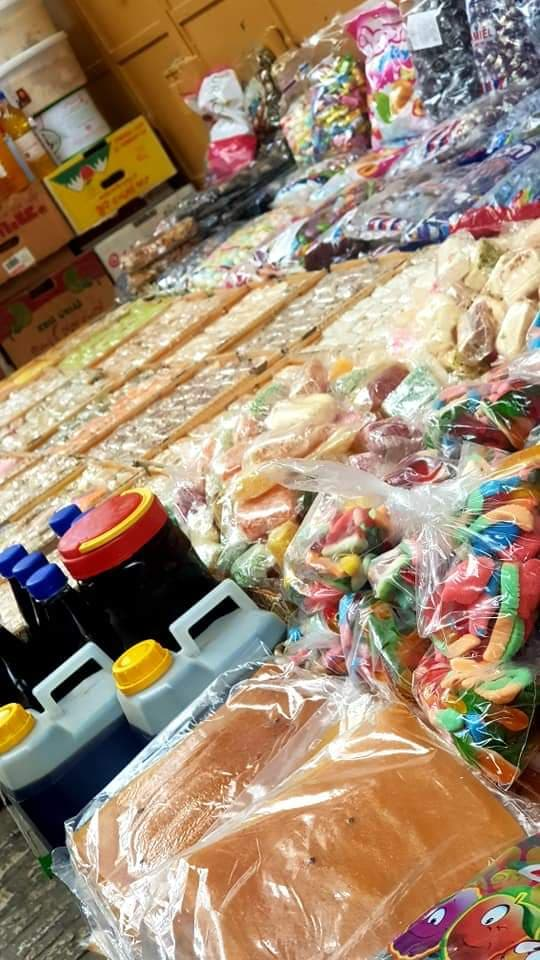
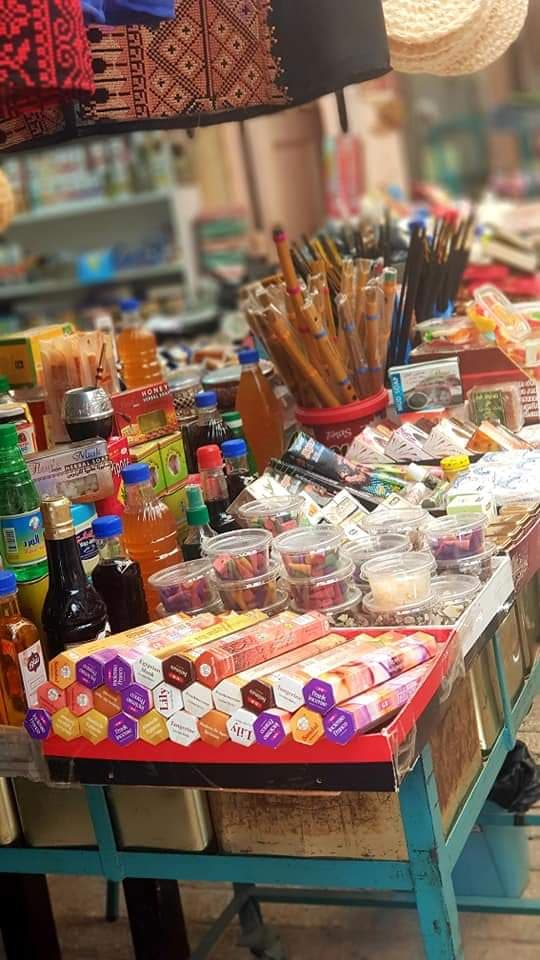
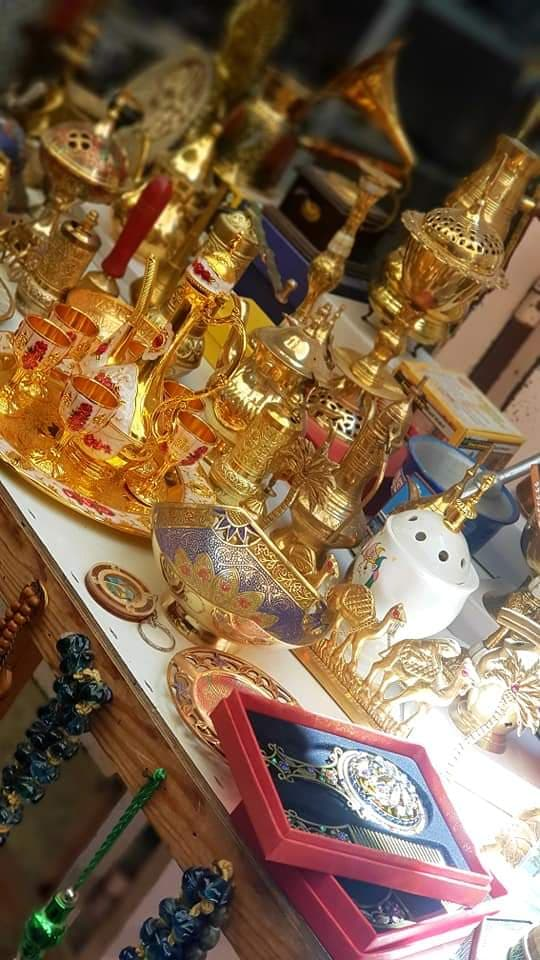
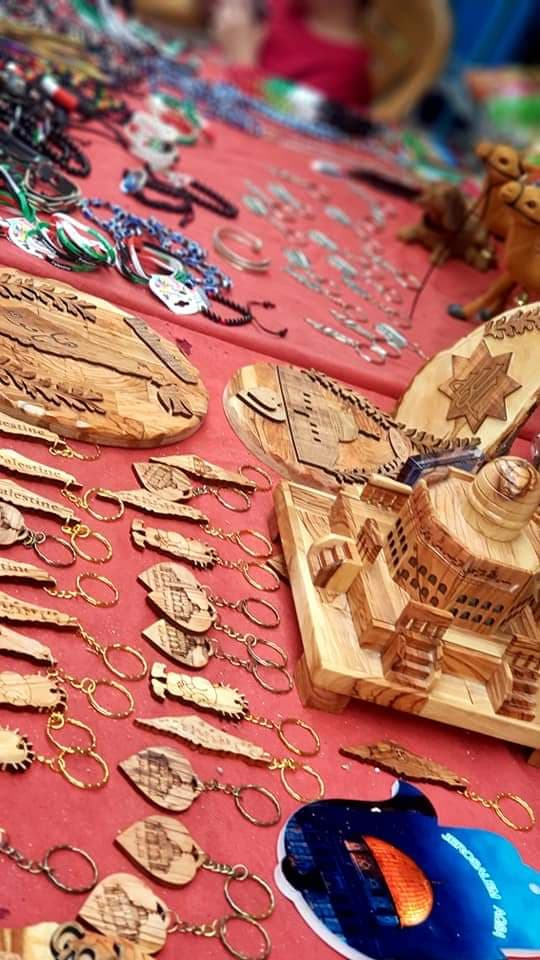
أشغال فلسطينية
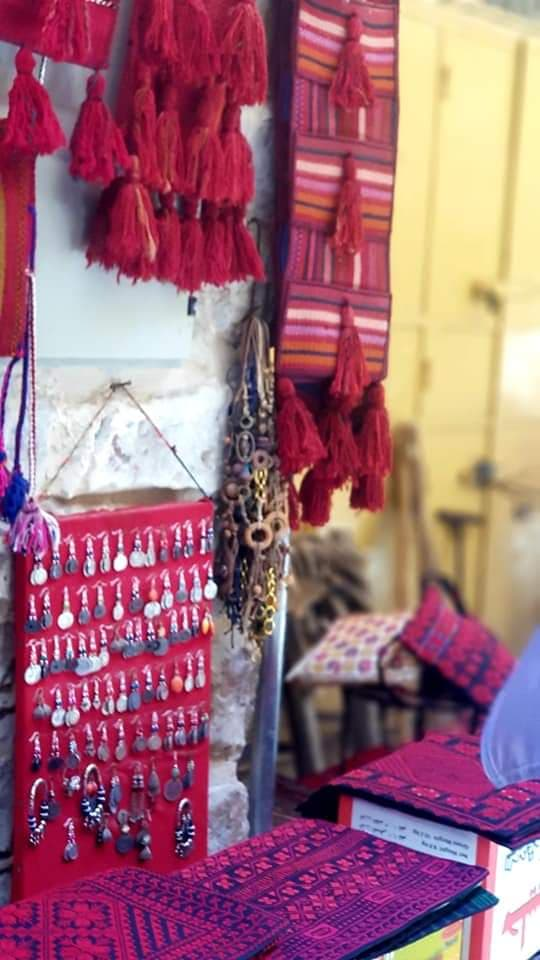
تراث
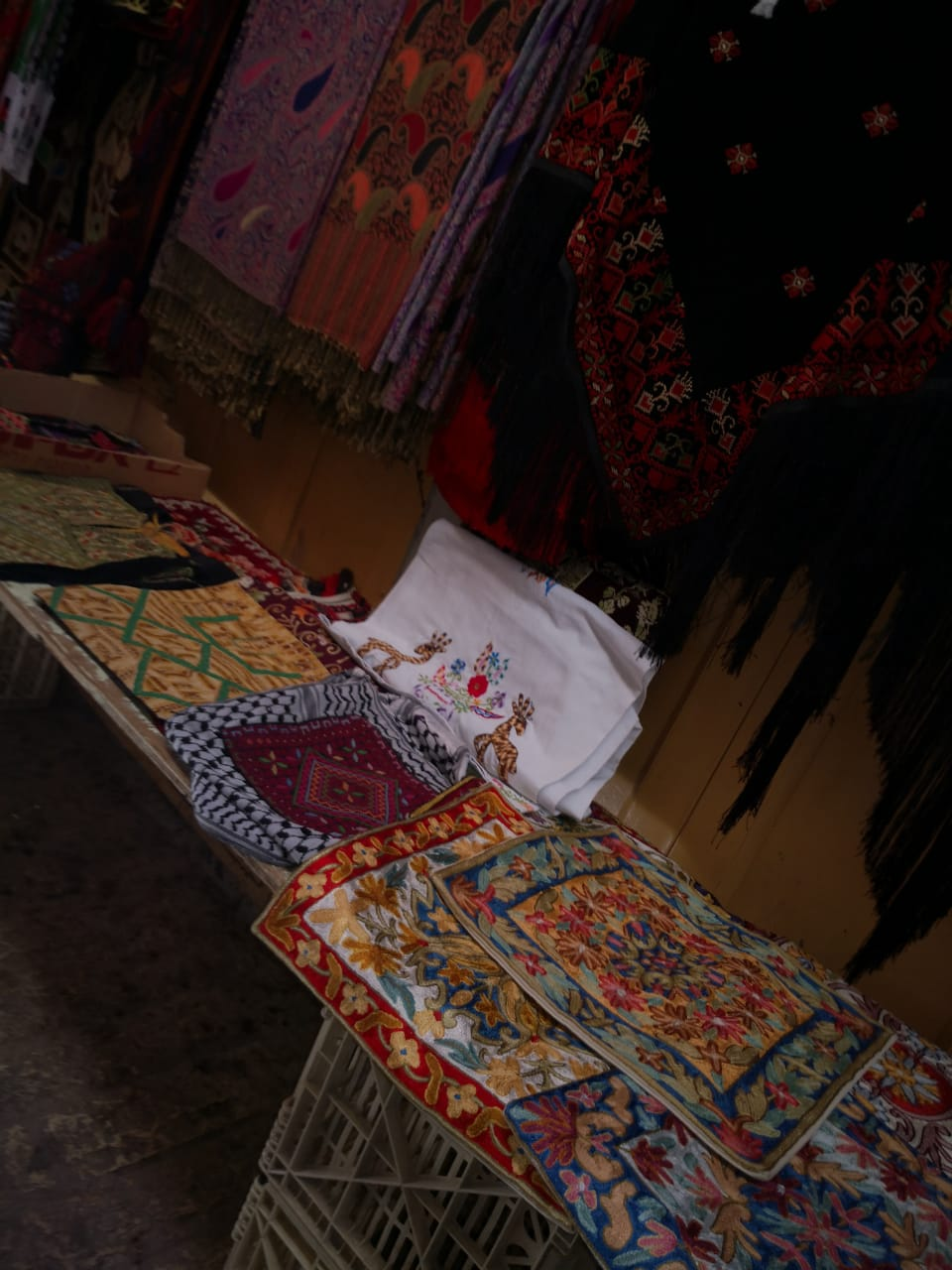
تراثات
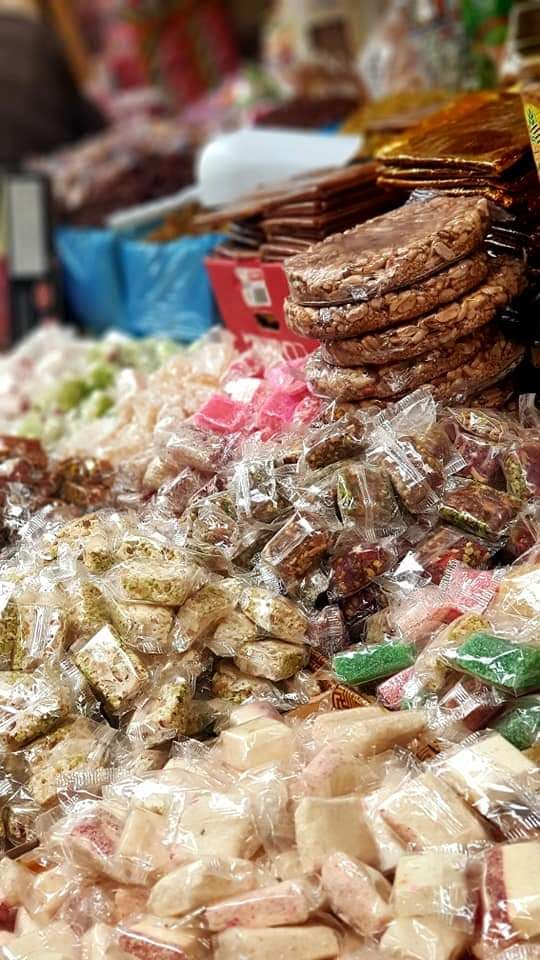
حلويات من البلدة القديمة

## وصلات خارجية
- تقرير BBC عن المستوطنين في البلدة القديمة بالخليل